# Labdarúgás

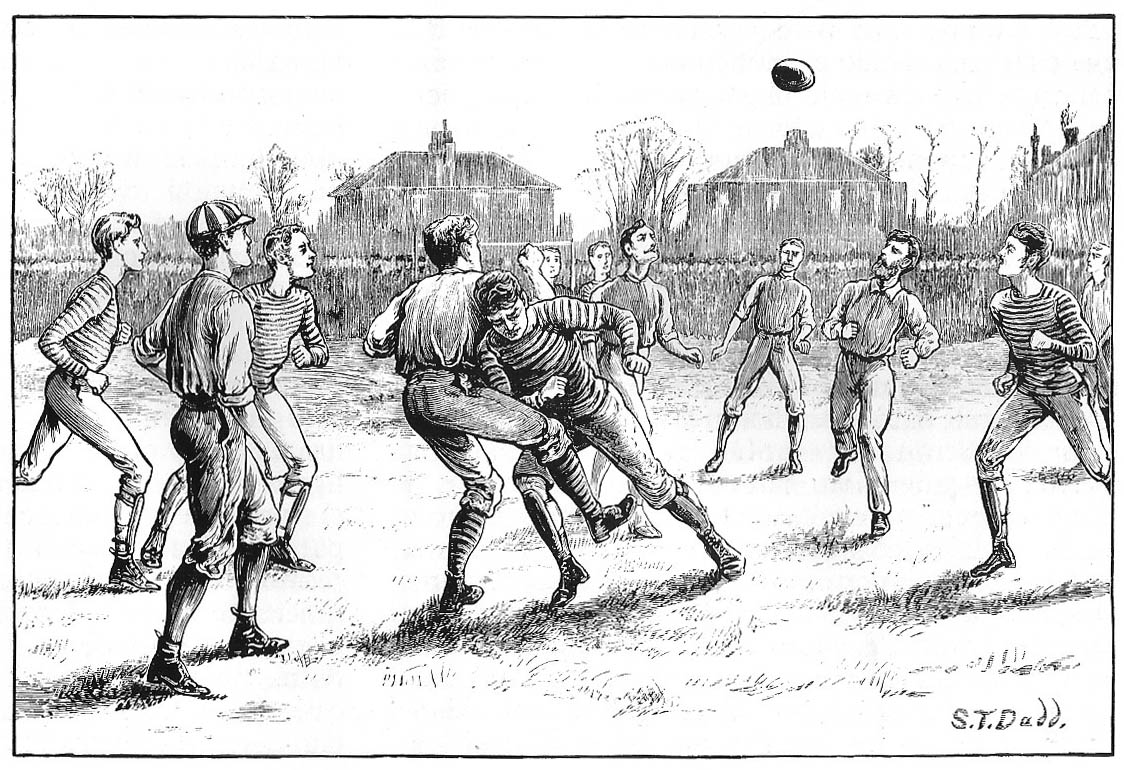
Labdarúgó mérkőzés 1871 körül az Old Etonians és a Blackburn Rovers csapatai között

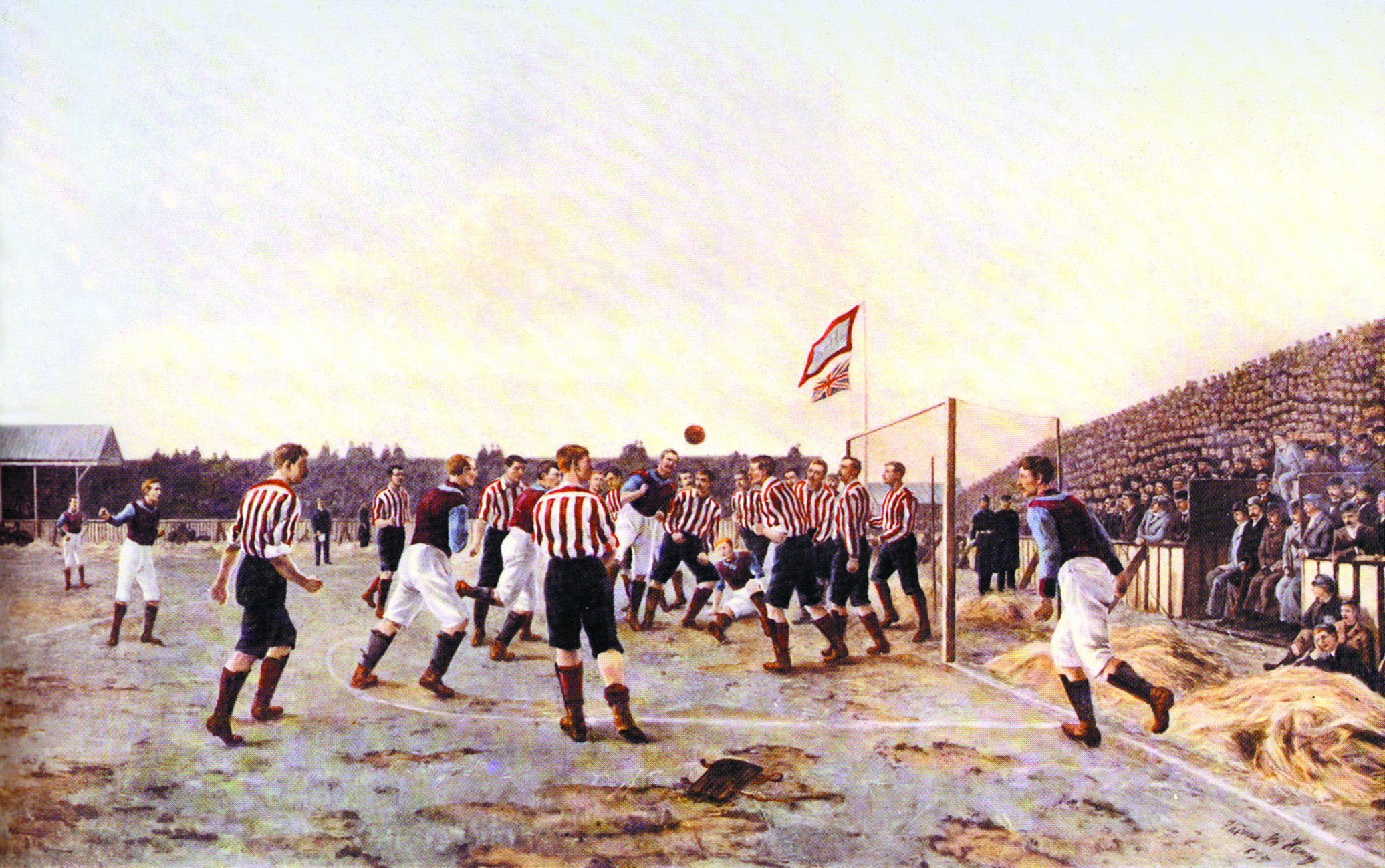
Sunderland–Aston Villa labdarúgó-mérkőzés 1895-ben

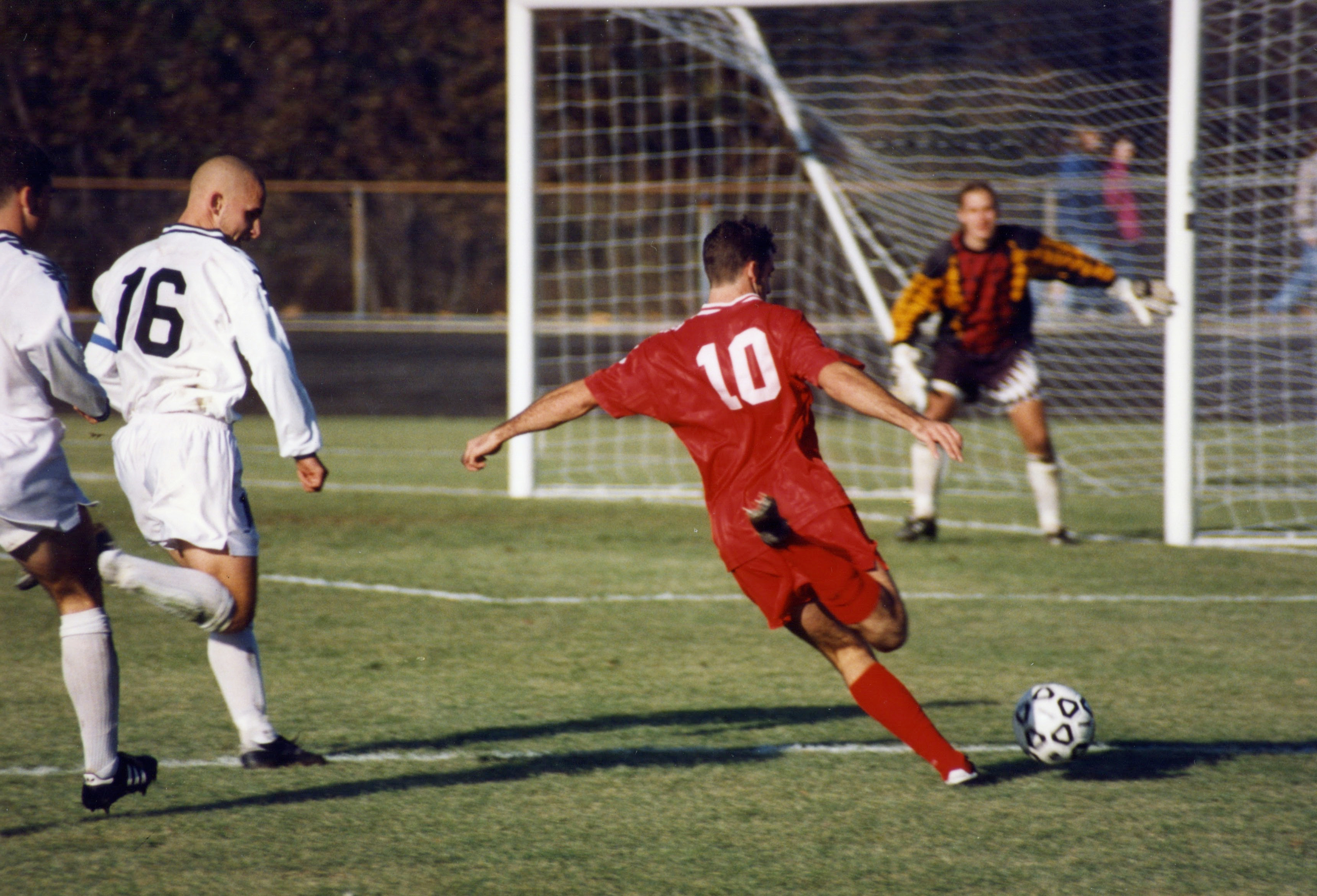
Mai jelenet egy labdarúgó mérkőzésen, a csatár (piros mezben) átjutott a védőkön (fehér mezben) és kapura rúgja a labdát, amit a kapus megpróbál kivédeni

A labdarúgás (angol eredetű szóval football, az Amerikai Egyesült Államokban soccer, magyaros átírásban futball, a köznyelvben gyakran foci) labdajáték, amelyet a pályán két, egyenként 11 labdarúgóból álló csapat játszik egymás ellen. A játék célja, hogy a rendelkezésre álló idő alatt a labdát az ellenfél kapujába juttassák, lehetőleg minél többször, és így minél több gólt szerezzenek. A Nemzetközi Futballszövetségi Testület (International Football Association Board IFAB) a játék szabályalkotó szervezete. 1886-ban ez a szervezet fektette le a futball szabályait.
A futball lábsport, de a játékos bármely testrészét használhatja a labda irányítására, csak a karjait nem. Kivétel a kapus, akinek a tizenhatos vonalon belül nincs „tiltott” testrésze, a büntetőterületen kívül viszont ő is mezőnyjátékosnak számít. Amikor a labda az oldalvonalnál hagyja el a játékteret, akkor kézzel (bedobással) kell játékba hozni, viszont ebben az esetben lábbal nem szabad érinteni.
A Nemzetközi Labdarúgó-szövetség (FIFA) felmérése szerint a futballt a világ több mint 200 országában 240 milliónál többen játsszák rendszeresen. Hétvégenként nézők milliói követik nyomon kedvenc csapatuk játékát a helyszínen vagy a televízión. A tévékészülékek elterjedése előtt egy-egy nagy mérkőzés közvetítése hatalmas rádióhallgatóságot vonzott.
Az egyszerű szabályrendszer és a minimális sportszerigény nagyban hozzájárult a játék elterjedéséhez.
Európa, de főleg a „fejlődő világ” – Latin-Amerika, Afrika és Ázsia – lakossága körében a futball társadalmi szerepe messze túlnőtt valóságos jelentőségéhez képest – sok országban fanatikus rajongás kíséri a helyi csapatokat, focistákat, mérkőzéseket. 
A játékosok és rajongók számát tekintve a világ legnépszerűbb labdajátéka a labdarúgás.
Puskás nem osztotta Heisenberg nézetét, ő mindig egyszerre tudván tudta a labda helyét is, sebességét is (igaz, a futball Euklidész világa, ahol a kapufák szögeinek összege mindig 180 fok).

## Története

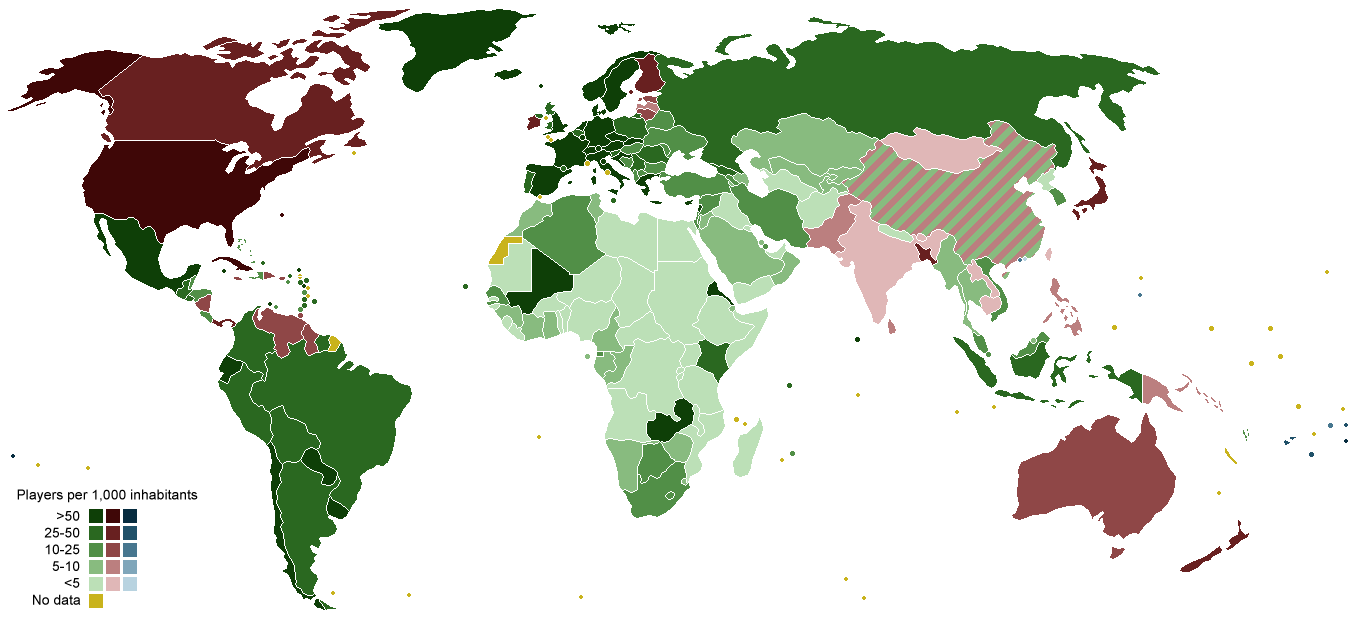
A térkép a labdarúgás népszerűségét mutatja a világon. Azok az országok, amelyekben a labdarúgás a legnépszerűbb sportág, zölddel, amíg azok az országok, ahol a labdarúgás kevésbé népszerű, pirossal vannak jelölve. A zöld és piros különböző árnyalatai az 1,000 lakosra jutó játékosok számát mutatja, egy 2006-os felmérés alapján.

A labda rúgásával kapcsolatos játékok a történelem során számos országban léteztek. A FIFA szerint „nagyon kezdetleges volt a játéknak az a szakasza, amit Kínában gyakoroltak az i. e. 2. és az i. e. 3. évezredben (a játék neve cuju volt)”. Kínában a népesség körében elterjedt kultikus jellegű labdajáték a tsu-küh („rúgni-labda”) volt. Közép-Mexikóban az olmékok a tlacstli labdajátékot tömör kaucsuklabdával játszották. Az ókori Róma játéka, a harpastum, egy rögbiféle játék volt, leginkább ez lehet a labdarúgás távoli elődje. A római légiók szőrrel bélelt felfújt hólyagot, bőrlabdát vittek magukkal hódító útjukra. A labdajátékok számos variációját játszották a középkori Európában, melynek különböző területein a szabályok nagymértékben eltérőek voltak. 1400 körül Firenzében a calcio labdajátékot előírt szabályok mellett, rögzített méretű játéktéren játszották. Az indiánok sportja, a pasuckuakohowog is a labdarúgás egyik elődjének mondható.
A modern szabályok alapjait a 19. század közepén akkor fektették le, amikor különválasztották a rögbit és a futballt.
A Cambridge-i Szabályokat 1848-ban foglalták írásba a Cambridge-i Egyetemen, ahol részletesen kidolgozták a későbbi szabályrendszert. A Cambridge-i Szabályokat a Trinity College-ban írták le, ahol találkozott egymással az Eton, a Harrow, a Rugby, a Winchester és a Shrewsbury iskola képviselője, de ez a szabályzat nem volt általánosan elfogadott. Az 1850-es évek alatt sok klub nem állt kapcsolatban a Cambridge-i egyetem iskoláival, így különféle formáit játszották a labdarúgásnak. Néhány klubnak azonban már volt saját szabályzata, például a legnevezetesebbnek, a Sheffield Football Clubnak, amelynek „Sheffieldi szabályok” néven vált ismertté a kódexe. Ezt a klubot egykori középiskolai tanulók alapították 1857. október 24-én, akik első meccsüket 1860. december 20-án játszották, majd 1862-ben John Charles Thring az Uppingham Schoolból alkotta meg szabálykönyvüket.
Ezek a folyamatos próbálkozások hozzájárultak a The Football Association (The FA vagy Angol Labdarúgó-szövetség) 1863-as létrehozásához, amelynek az első gyűlése 1863. október 26. reggelén volt Londonban, a Great Queen Streeti Szabadkőműves Fogadóban.
Anglia, Skócia, Wales és Írország Labdarúgó-szövetsége 1885-ben megalakítja az International Football Association Board-ot, amely egyedül jogosult a szabályok módosítására és a velük kapcsolatos döntések meghozatalára. Magyarországon is megismerték a „footbal-sportot”, amelyről a Vasárnapi Ujság 1901-ben így írt: „Az angol tengerészek és telepítvényesek meghonosították az angol gyarmatokban is. Hódító körútjában hozzánk 6–8 éve került. Ottó József és Collaud Ferencz budapesti tornatanárok ismertették meg tanítványaikat a footballozással. A tulajdonképeni meghonosítók Stobbe Ferencz és Ray Ferencz. Hozzájok csatlakozott Iszer Károly, ki a versenyek egyik intézője. Ez a sport hosszú időkig fejlődött, míg mai formájába finomodott.” A Fédération Internationale de Football Association (FIFA), a labdarúgás nemzetközi vezető szervezete hat alapító tag közreműködésével 1904-ben alakult Párizsban, és kijelentették, hogy ragaszkodni fognak az egyesületi labdarúgás szabályaihoz, a Laws of the Game-hez. A játék iránti népszerűség nemzetközi növekedése lehetővé tette 1913-ban a FIFA tagjainak belépését az International Football Association Boardba. A testületben jelenleg a brit szövetség négy alapítójának egy-egy szavazata mellett a FIFA két képviselőjének négy szavazata van a döntések meghozatalánál.
Napjainkban a labdarúgást az egész világon amatőr- és hivatásos szinten űzik. Az emberek milliói mennek ki a stadionokba, hogy figyelemmel kísérjék a kedvenc csapatukat, miközben milliárdok nézik a mérkőzéseket a televízión keresztül. A FIFA 2001-es felmérése szerint több mint 200 országból körülbelül 240 millió ember rendszeresen futballozik. Az egyszerű szabályok és minimális felszerelésigény kétségkívül elősegíti a terjedését és a népszerűségének növekedését.
A világ számos részén szenvedélyeket idéz elő, és fontos szerepet játszik a szurkolók, a helyi közösségek és az egész nemzet életében; ezért gyakran állítják róla, hogy ez a világ legnépszerűbb sportja. Az ESPN bejelentette, hogy az elefántcsontparti labdarúgó-válogatott elősegítette a fegyverszünet rögzítését a 2005-ös nemzeti polgárháborúban. Ennek ellentéte, amikor a labdarúgás volt a közvetlen oka az 1969 júniusában kirobbant, Salvador és Honduras közötti futballháborúnak. A sport súlyosbította a feszültséget az 1990-es évekbeli délszláv háborúban, amikor az GNK Dinamo Zagreb és az FK Crvena zvezda közötti mérkőzést törölték az 1990. márciusi lázadás miatt.

### Labdarúgó-világbajnokság
Az első világbajnokságot 1930-ban rendezték Uruguayban, melynek döntőjét Uruguay és Argentína (4–2) játszotta. Sok ország – Európából a nagy távolság és a jelentős költségek miatt csak négy csapat képviselte a labdarúgást – nem vett részt a tornán, így a legtöbb résztvevő az amerikai földrészről érkezett. 1934-től az európai csapatok is érdeklődni kezdtek a rendezvény iránt, ezért a tornát követően a verseny egyre jobban kiteljesedve a világ legnagyobb labdarúgó eseményévé vált. Ettől kezdve egyéb bajnokságok is kialakultak – az Európa-bajnokság, a Dél-amerikai Copa América, az óceániai OFC-nemzetek kupája, az Ázsia-kupa, az afrikai nemzetek kupája és az Észak-amerikai CONCACAF-aranykupa, melyek mind a kontinensük legfőbb labdarúgó rendezvénye. A brazil csapat – amely „Seleção”-ként is ismert – rendelkezik a legtöbb világbajnoki címmel, öt alkalommal volt győztes.

## A női labdarúgás

### Nemzetközi története
Az első női labdarúgó-mérkőzést 1895-ben játszották Londonban. Számos országban tiltó rendelkezésekkel akadályozták elterjedését. Ennek ellenére 1916-ban Franciaországban megalakult az első női labdarúgóklub. Eltelt néhány év, amikor elsőként Dániában szabadalmaztatták a női játékot, ezt követően több nyugat-európai országban – főleg Németországban és Spanyolországban – létrejöttek a női labdarúgóklubok.

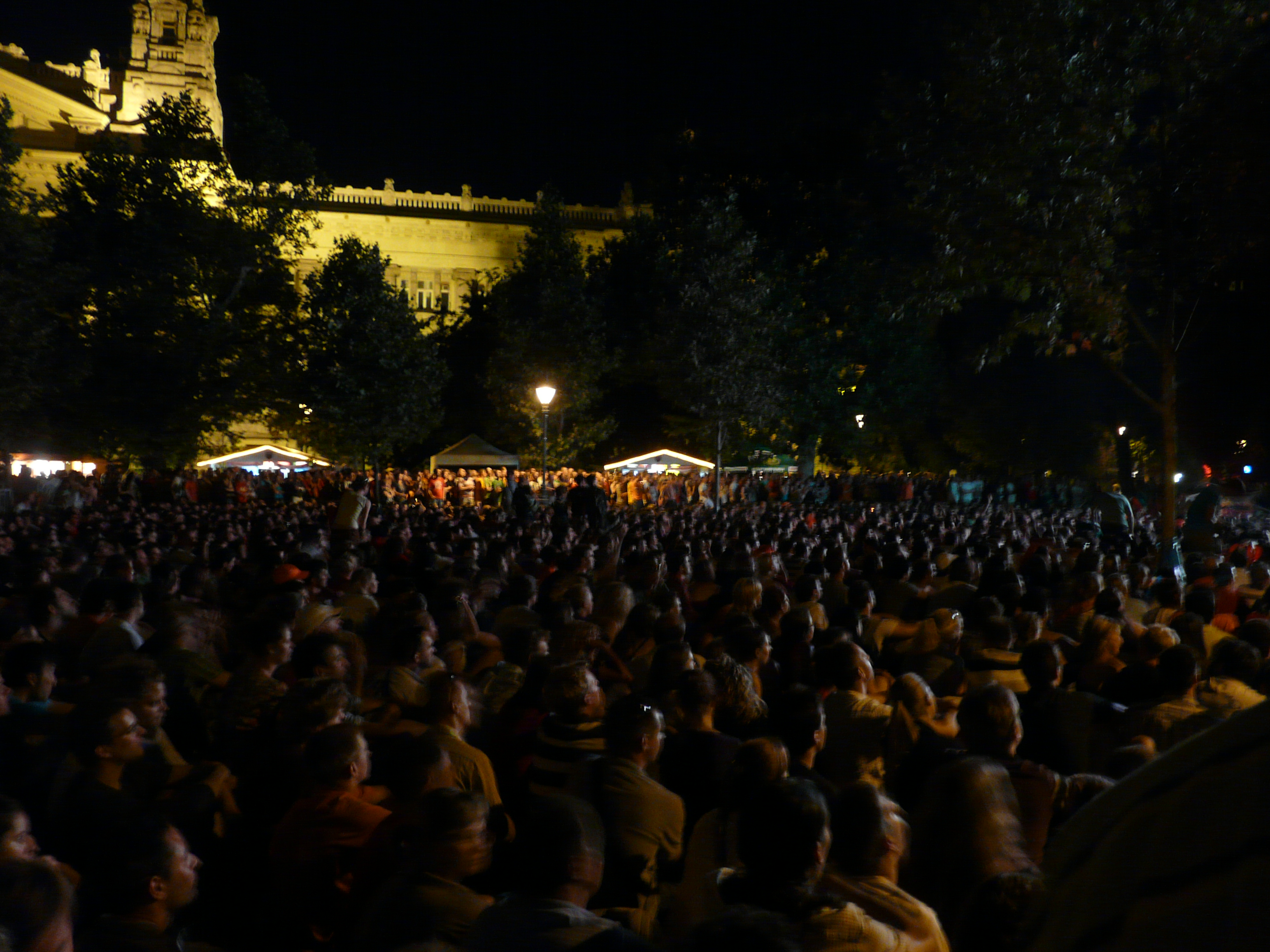
Spanyolország–Hollandia (Szabadság tér, 2010. július 11.)

1972-ben az Európai Labdarúgó-szövetség (UEFA) közbenjárására a tiltó intézkedéseket feloldották, de ezt megelőzően 1970-ben Olaszország már megrendezte az első nem hivatalos világbajnokságot. A sportág – a televíziós közvetítéseknek is köszönhetően – olyan népszerű lett, hogy az UEFA 1984-ben kiírta az első hivatalos Európa-bajnokságot, 1991-ben pedig a FIFA égisze alatt sor került a világbajnokság első döntőire. Amerikában, Atlantában rendezték a XXVI., az 1996. évi nyári olimpiai játékok első női labdarúgó tornáját.
A fejlődés ütemét jól jelzi, hogy 2001-ben a női labdarúgók részére is kiírták a Bajnokok Tornáját. Az intézkedés a női labdarúgás nemzetközi kapcsolatainak további szélesedését hivatott segíteni.
A világ számos országában (Egyesült Államok, Németország, Svédország, Norvégia, Kína stb.) hihetetlen fejlődésnek indult a női labdarúgás.

### Története Magyarországon
Magyarországon a női labdarúgás meghonosítására már az első világháború előtt történtek próbálkozások. Az első női labdarúgócsapat – a Szegedi Testgyakorló Kör – Szegeden alakult 1912-ben. Példáját több vidéki város követte, de a szélesebb körű kibontakozást megakadályozta az első világégés. A háború befejezése után néhány munkás-sportegyesület vállalkozott a női labdarúgás megszervezésére (Vasas, UTE járt az élen). Ezután sokáig semmi sem történt. 1964-ben a Testnevelési Főiskolán a hallgatónők játszottak kispályás labdarúgó-mérkőzést a Csörsz utcai pályán. Feljegyzések szerint ebben az időben több közép- és felsőfokú intézményben kezdeményezték a női labdarúgás bevezetését, de ezek a próbálkozások meglehetősen szervezetlenek voltak. Súlyosbította a helyzetet egyes sportvezetők és orvosok azon véleménye, hogy a labdarúgás ártalmas a nők számára. Csak a melbournei (Ausztrália) orvosi világkongresszus állásfoglalása után ültek el a kételkedő, tudományos vélemények.
A szervezett női labdarúgás iránti igény valójában 1970-ben jelentkezett hazánkban. Ebben az évben alakult meg a Femina női labdarúgócsapata, őket a FŐSPED-Szállítók, majd a Vasas sportiskola csapata követte. 1971-ben megrendezték az első kispályás női labdarúgó tornát – 8 csapat részvételével –, amit a Femina csapata nyert meg. Még ebben az évben alig két hónap alatt 32 női csapat alakult különböző vállalatok, gyárak támogatásával. A csapatok vezetői a Magyar Labdarúgó-szövetség vezetéséhez fordultak, hogy hivatalosan is ismerjék el a női labdarúgást, de ez – hasonlóan a futsalhoz – nem történt meg, mert az MLSZ elnöksége csupán fellángolásnak tartotta a női labdarúgást. Történt mindez akkor, amikor a FIFA főtitkára felhívta minden tagszövetségét, hogy támogassák a női labdarúgást.
1971-ben a Budapesti Labdarúgó-szövetség (BLSZ) megbízásából a FŐSPED-Szállítók egyidényes kísérleti bajnokságot rendezett, amit a Femina nyert meg. Elkészítették az első női versenykiírást, amely gyakorlatilag a rendezés minden területét érintette. Szeptemberben őszi-tavaszi rendszerű bajnokság indult Nyugati-Keleti csoportban.
A női labdarúgás fellendülésének az éve 1972, amikor az országban 145 csapatot és 2 500 női labdarúgót tartottak számon. 1974-ben elkezdődött a női labdarúgás hanyatlása, melynek legfőbb oka az anyagi támogatás megvonása volt. Miskolcon első ízben rendezték meg a sokáig (10 évig) igen népszerű Foci-Farsang nevű női tornát, de a helyzeten lényegesen ez sem változtatott.
1984-ben újabb fellendülés jelei mutatkoztak: hat csapat részvételével kiírták az első országos bajnokságot. 1985. április 9-én játszotta a magyar női válogatott az első nemzetek közötti mérkőzését Siófokon, a Magyarország–NSZK (1–0) találkozót. A magyar női nemzeti válogatott 1999-2001-ben a világbajnoki küzdelmekben csoportelső lett, és a 2003-as világbajnokságra is csoportelsőként kvalifikálta magát.
1992-ben írták ki először a női magyar kupát, és 1993-ban lejátszották a női szuperkupát, a Renova–Pécsi Fortuna (4–0) csapatok részvételével. Rendszeressé vált a bajnokság kiírása, de a benevezett csapatok meglehetősen nagy szóródást mutat. 1994-ben beindították az NB II-es bajnokságot. A Bajnokok Tornáján 2001-ben, az Auto Trader-Femina csapata képviselte az első ízben Magyarországot.
Mint a sportágak többsége, Magyarországon a női labdarúgás stagnál, helyben topogás tapasztalható. Ennek egyik oka a működéshez szükséges anyagi-tárgyi feltételek hiánya, másik oka, hogy a rendkívül kis létszámú, igazolt nagypályás női labdarúgók száma: 600-650 fő. A további okok között meg kell említeni a nem megfelelő utánpótlásképzést, a hazai média érdektelenségét.

### Női labdarúgó-világbajnokság
A női labdarúgó-világbajnokságot az 1991-es női labdarúgó-világbajnoksággal kezdték meg, melynek házigazdája Kína volt, és 12 csapat képviselte az országát. Több mint 650 000 néző figyelte a helyszínen az 1999-es női labdarúgó-világbajnokságot, és közel egymilliárdan nézték 70 országból. A 2003-as női labdarúgó-világbajnokságra 16 együttes érkezett és versenyzett a döntőben. Idáig öt tornát rendeztek (2008-ig), az USA és Németország kétszer nyert, Norvégia egyszeres győztes. A női szövetségek azonosak a férfiakéval: Óceánia (OFC), Európa (UEFA), Észak-, Közép-Amerika és karib-térség (CONCACAF), Dél-Amerika (CONMEBOL), Ázsia (AFC) és Afrika (CAF). Az USA leghíresebb gólját Brandi Chastain szerezte 1999-ben.

## Labdarúgás Magyarországon
A magyarországi labdarúgás legelső irodalmi emléke 1879-ből származik. Molnár Lajos a MAC egyik alapítója tesz említést „Athletikai Gyakorlatok” című szakmunkájában. A pesti református főgimnáziumban 1882-ben hozták létre az első szabadtéri játszó társaságot, ahol a diákok örömmel ismerkedtek a „rúgosdi” játékkal is. A magyar labdarúgás következő fontos dátuma 1885. június 16-a volt, ugyanis ekkor alakult meg az egyik legjelentősebb hazai egyesület, az Újpesti Torna Egylet. 
1901. január 19-én 13 egyesület képviseletében alapították meg a Magyar Labdarúgó-szövetséget, amelynek önállóságát a FIFA 1907-ben Amszterdamban tartott ülésén mindörökre elismerte, ezzel fel is vette a tagjai közé. Az első bajnokságot az alakuló közgyűlésen megválasztott tanács február 4-én már ki is írta, a jelentkező csapatokat az addigi hazai barátságos és nemzetközi mérkőzéseiken elért eredményeik alapján két csoportra osztották. Válogatottunk 1902. október 12-én játszotta első hivatalos mérkőzését, a találkozó helyszíne Bécs volt, az ellenfél Ausztria. A végeredmény 5–0-s osztrák sikert hozott. A magyar labdarúgókupának az 1909-1910-es idényben volt az első szezonja, a rendezvény győztese az MTK lett. A legjelentősebb magyar meccs az UTE és az FTC mindenkori csapatának mérkőzése, amely a világ második legnagyobb városi meccse. Városi rangadók közül csak a több mint 250-szer megrendezett Old Firm skót szupermeccs, a Rangers–Celtic meccs előzi meg. A bajnokságban több mint kétszázszor találkozott hazánk két legnagyobb szurkolótáborral rendelkező klubja, továbbá magyar, illetve nemzetközi kupákban is körülbelül százszor, egyéb mérkőzésekkel pedig még többször. Egymás elleni meccseik a labdarúgás legrosszabb időszakában is telt házasak, a két szurkolótábor egymáshoz fűződő viszonya miatt feltüzelt, paprikás, ugyanakkor Európában is kiemelkedő hangulatúak. A két szurkolótábor a magyar labdarúgás talán legmeghatározóbb alakja, ha valamely kérdésben egyetért, ugyanakkor politikailag se elhanyagolható erő.
Az 1938-as labdarúgó-világbajnokságon a nemzeti csapatunk ezüstérmet szerzett, a döntőben Olaszországtól szenvedett 4–2-es vereséget. Az 1952. évi nyári olimpiai játékokon a magyar válogatott elérte első nemzetközi sikerét: a Helsinkiben rendezett fináléban 2–0-s győzelmet aratott a jugoszlávok felett, Puskás és Czibor volt a két gólszerző.
A magyar labdarúgás egyik legjelentősebb sikerét 1953. november 25-én könyvelhette el Londonban. A hazai környezetben európai csapattól már 90 éve veretlen angol labdarúgó-válogatottat 6–3-ra győzte le. A találkozó az „évszázad mérkőzése” néven híresült el. Ezt ismét csak ezüstérem követte az 1954-es labdarúgó-világbajnokságon. Ezúttal a döntőben hiába vezetett a magyar csapat már a 9. percben 2–0 arányban, végül az NSZK-é lett a világbajnoki cím. Az 1964-es olimpián ismételten aranyéremmel gazdagodott a csapat. Tokióban Csehszlovákia marad alul 2–1-re a magyar-válogatott ellen. Legutóbb 1996-ban, Atlantában volt jelen olimpiai-válogatott csapatunk.
Magyarország utoljára az 1986-os labdarúgó-világbajnokságon szerepelt. Ugyanebben az évben játszotta első hivatalos mérkőzését a magyar futsal-válogatott, amely 8–3-as győzelemmel mutatkozott be.
A legutóbbi jelentős nemzetközi klubsikert a Videoton érte el, azzal, hogy 1985-ben bejutott az UEFA-kupa döntőjébe. 1985 óta a legnagyobb siker, hogy a Ferencvárosi TC 1995-ben és 2020-ban, a Debreceni VSC 2009-ben a bejutott a Bajnokok Ligája csoportkörébe.

## Alapszabályok

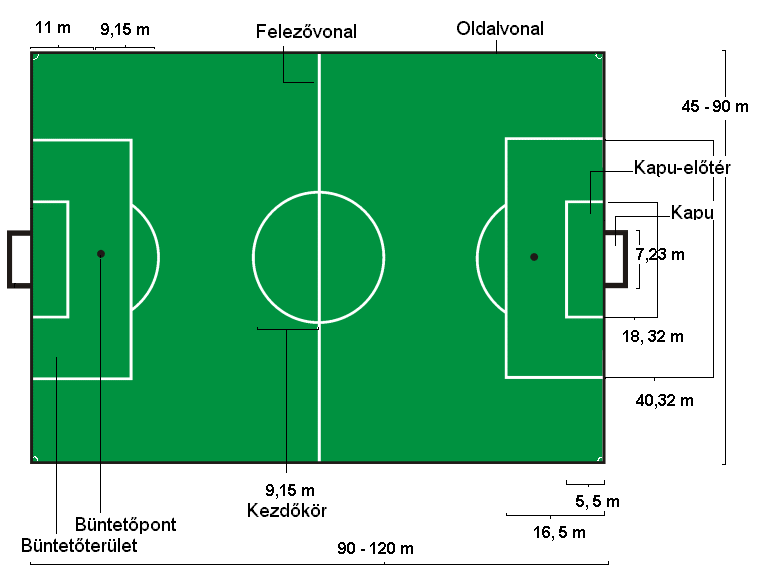
A pálya vázlata

A játékot 2×45 percig játsszák, ezeket nevezik félidőknek. A nem játékkal töltött időt (például sérülés, csere) a bírók a félidők végén hosszabbítás formájában beszámítják.
A játék célja a gól, vagyis a labdának az ellenfél kapujába való juttatása. A gól akkor szabályos, ha a labda teljes terjedelmével átjutott a gólvonalon. Az a csapat nyeri a mérkőzést, aki a játékidő alatt több gólt ér el. Ha a két csapat góljainak száma megegyezik akkor a meccs döntetlen.
Mindkét csapatban 11 játékos van egy időben a pályán (amennyiben nincs kiállítás), de lehetőség van a cserére. Hivatalos mérkőzéseken ötöt lehet cserélni, három játékmegszakítás alkalmával, amibe nem kell beleszámolni a félidőt. Hosszabbítás esetén újabb egy cserelehetőség van. Barátságos meccseken a két csapat a játékvezetővel egyetértésben megegyezhet a cserelehetőségek számában. Az a játékos, akit edzője lecserélt, már nem térhet vissza a pályára az adott meccsen (kivétel az edzőmérkőzés). A cserének ott kell elhagynia a pályát ami hozzá a legközelebb van.

## Nemzetközi labdarúgó-szövetségek

A FIFA tagországai

A labdarúgás vezető szervezete (beleértve más alfajait is, mint például a futsal és a strandlabdarúgás) a Fédération Internationale de Football Association (FIFA). A FIFA központja a svájci Zürichben található. A FIFA jelenleg 208 tagországgal rendelkezik. A szervezetet Párizsban alapították 1904. május 21-én.
Hat regionális szövetsége van a FIFA-nak, amelyek a következőek:
A nem képviselt nemzetek és közösségek, autonóm területek és mikronemzetek labdarúgó-válogatottjainak képviseletében a alakult meg az NF-Tanács (angolul: New Federation-Board, franciául: Nouvelle Fédération-Board). A 2003. december 12-én alakult sportszervezet célja, hogy minden olyan labdarúgó-válogatott számára nemzetközi szereplést biztosítson, amelyek etnikai, földrajzi, avagy politikai helyzetük miatt nem lehetnek a Nemzetközi Labdarúgó-szövetség (FIFA) tagjai. Az NF-Tanács labdarúgótornája – a FIFA labdarúgó-világbajnokságának mintájára – a VIVA-világkupa, amely eddig egy alkalommal került megrendezésre.

## Nagyobb nemzetközi bajnokságok

### Világméretű nemzetközi tornák
A legnevesebb nemzetközi labdarúgó kupa a FIFA által négy évenként megrendezett labdarúgó-világbajnokság. A kontinentális szövetségek által szervezett selejtezőkben több mint 200 nemzeti válogatott méri össze erejét a döntőbe jutásért. A négyhetes döntő tornán jelenleg 32 nemzeti csapat versenyezhet a trófeáért.
1900 óta a labdarúgás megtalálható a nyári olimpiai játékok programjában is, az 1932-es Los Angeles-i játékok kivételével. Eredetileg csak amatőrök játszhattak. Annak ellenére, hogy az 1984-es nyári játékok óta a hivatásos labdarúgók is nevezhetők, a különböző megkötések miatt az országok nem a legerősebb csapatukat küldik. Jelenleg az olimpiai férfi tornán csak a 23 év alattiak játszhatnak, adott számú „túlkoros” mellett. Ennek következményeként a trófeának nincs akkora presztízse és jelentősége, mint a labdarúgó-világbajnokságnak. A női labdarúgás 1996-ban kapott helyet a programban, azonban a férfiakéhoz hasonló megszorítások nélkül. Így a nemzetközi megítélése hasonlít a női labdarúgó-világbajnokságéra.

### Nagyobb nemzetközi tornák
A jelentős versenyek közé tartoznak a FIFA és a kontinentális szövetségek (AFC, CAF, CONCACAF, CONMEBOL, OFC, UEFA) által rendezett bajnokságok. Utánuk a klubcsapatok nagyobb megmérettetései találhatók:
- Világméretű: labdarúgó-világbajnokság, női labdarúgó-világbajnokság, konföderációs kupa, FIFA-klubvilágbajnokság, Interkontinentális kupa (megszűnt)
- Európa: labdarúgó-Európa-bajnokság, UEFA-bajnokok ligája, Bajnokcsapatok Európa-kupája (megszűnt), Európa-liga, UEFA-kupa (megszűnt), Intertotó-kupa (megszűnt), UEFA-szuperkupa, kupagyőztesek Európa-kupája (megszűnt)
- Dél-Amerika: Copa América, Libertadores-kupa, Copa Sudamericana
- Afrika: afrikai nemzetek kupája, afrikai bajnokok ligája
- Ázsia: Ázsia-kupa, ázsiai Bajnokok Ligája
- Észak-, Közép-Amerika és a Karib-szigetek: CONCACAF-aranykupa, CONCACAF-bajnokok ligája
- Óceánia: OFC-nemzetek kupája, OFC-bajnokok ligája

### Női labdarúgó-világbajnokság
A női labdarúgó-világbajnokságot az 1991-es női labdarúgó-világbajnoksággal kezdték meg, melynek házigazdája Kína volt, és 12 csapat képviselte az országát. Több mint 650 000 néző figyelte a helyszínen az 1999-es női labdarúgó-világbajnokságot, és közel egymilliárdan nézték 70 országból. A 2003-as női labdarúgó-világbajnokságra 16 együttes érkezett és versenyzett a döntőben. Idáig öt tornát rendeztek (2008-ig), az USA és Németország kétszer nyert, Norvégia egyszeres győztes. A női szövetségek azonosak a férfiakéval: Óceánia (OFC), Európa (UEFA), Észak-, Közép-Amerika és karib-térség (CONCACAF), Dél-Amerika (CONMEBOL), Ázsia (AFC) és Afrika (CAF). Az USA leghíresebb gólját Brandi Chastain szerezte 1999-ben.

## Szabályok részletesebben

### A játéktér és a stadionok
Alapfogalmak:

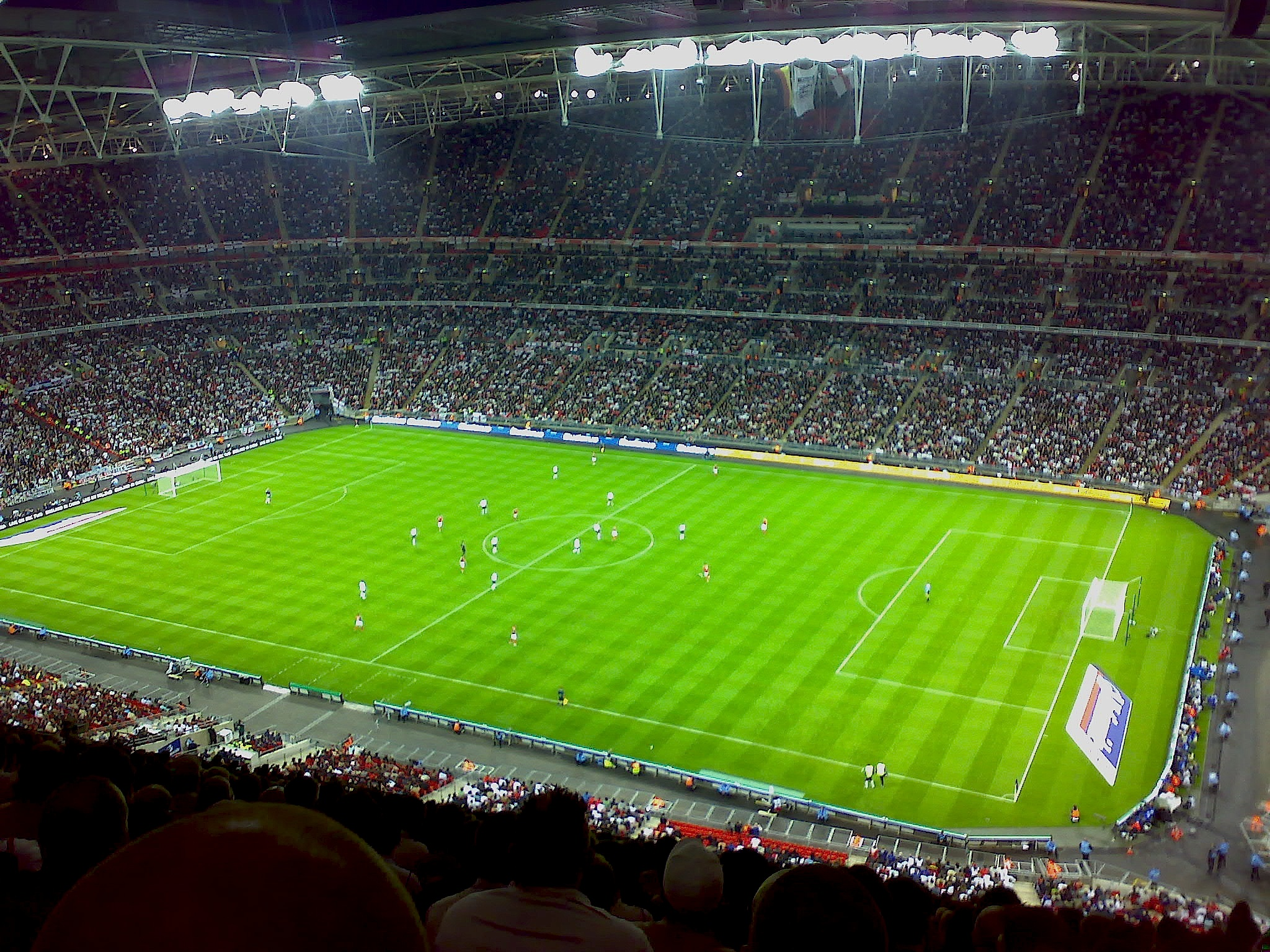
Az angliai Wembley Stadion

- Pálya: megegyezik azzal a területtel, ahol a játéktér is elhelyezkedik. A pályához különböző létesítmények, területek tartoznak (irodák, öltözők, raktárak, tornaterem stb.).
- Játéktér: az a hasznos terület, ahol meghatározott szabályok szerint két csapat a játékot játssza.

A játéktér hossza 90–120 méter lehet – két egyenlő méretű térfélre osztva – nemzetközi mérkőzésen ez a méret 100–110 méterre változik. Szélessége 45–90 méter, nemzetközi mérkőzésen 64–75 méter.
A népszerűen 16-osnak nevezett büntető területnek 16,5 méterre kell lennie az alapvonaltól és a gólvonaltól – ez a kettő egybeesik –, a büntetőpontnak pedig 11 méterre. 9,15 méter a sugara a kezdőkörnek és a 16-os előtti félkörnek. A kapu előtti tér a gólvonaltól 5,5 méterre végződik. Az alapvonalat, az oldalvonalat, a gólvonalat, a kezdőkört, a 16-os előtti körszeletet, az „öt és felest”, valamint a büntetőpontot fehér mészporral jelölik meg.
A kapu belső szélessége pontosan 7,32 méter, belső magassága pedig 2,44 méter. (Ezek a méretek Angliából származnak, ahol a szélesség 8 yard, a magasság pedig 8 láb.) A kapufákat és a felső lécet hálóval is kiegészítik.

A szögletzászlók magassága 1,5 méter. A szögletek negyedkörének sugara 1 méter. A vonalak és kapufák vastagsága maximum 0,12 méter lehet.
A FIFA (Nemzetközi Labdarúgó-szövetség) és az UEFA (Európai Labdarúgó-szövetség) nemzetközi mérkőzésre hitelesített füves, műfüves játékteret fogad el. A műfű elsősorban az Egyesült Államokban hódított, de az 1994-es VB-re kicserélték valódi fűre a műfüves játéktereket is. Szélsőséges meteorológiai körülmények áthidalására a FIFA elfogadja a műfüves játéktereket (afrikai országok, orosz területek).
A stadionok többnyire nem fedettek, csak a nézőtér-rész, bár létezik teljesen fedett létesítmény is. A legmodernebb stadionokban a játéktér alá fűtőrendszert építettek, hogy a téli időszakban is játékra alkalmassá tehessék, az alácsövezett csatornarendszer eső után hamar elvezeti a felesleges csapadékot.
Számos stadiont eleve csak futballra szánnak, így ezeknél rögtön a játéktér széle után kezdődik a nézőtér. A játékterek nagy része körül azonban ma is van futópálya.Azokban a stadionokban, ahol nemzetközi mérkőzéseket játszanak, kötelező a világítás. A hazai NB. I.-es bajnokságban csak olyan stadionban lehet mérkőzést játszani, amelyik rendelkezik megfelelő világítással.

### A labda

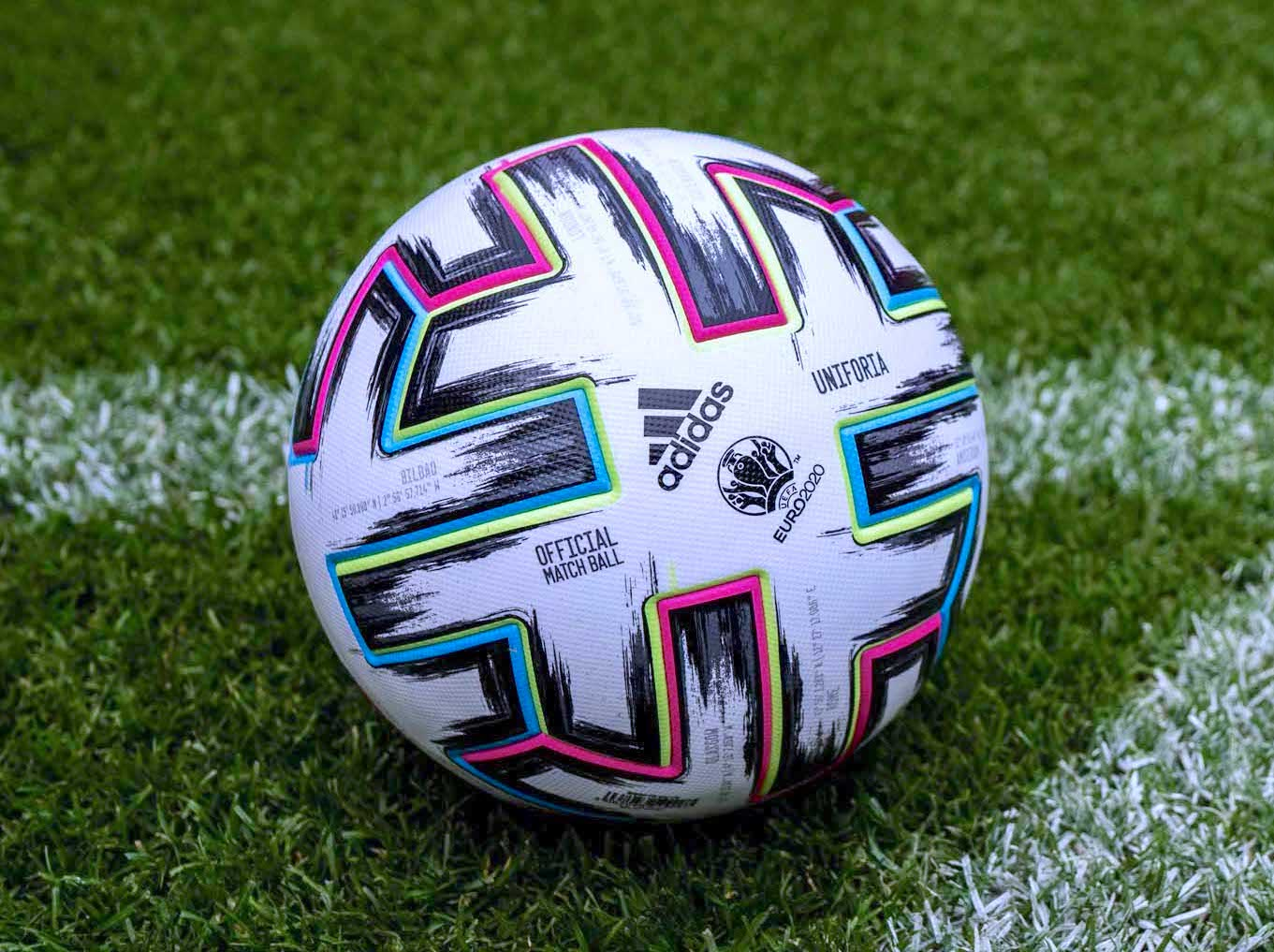
Uniforia, a hivatalos EURO 2020 meccslabda, amely lehetővé teszi a labda jobb láthatóságát a pályán

A futball-labda kerülete 68–70 centiméter, a meccs kezdetekor belső nyomása 0,6–1,1 atmoszféra (tengerszinten), tömege 410–450 gramm. Színe nem meghatározó, de a labdarúgó-szövetség hozhat egyéb rendelkezést. Korábban egyszínű, főleg fehér és barna, a 70-es évektől már alapszíntől elütő színű hatszögekkel borított, vagy egyéb mintával ellátott.
A sokféleség miatt már minden nemzetközi hivatalos mérkőzést csak a FIFA által jóváhagyott típusú labdával lehet játszani.
A mérkőzések kezdetekor rendelkezésre kell állnia tartaléklabdáknak, melyeket az oldalvonal mellett kell elhelyezni.

### A játékosok
Egy csapatból legfeljebb tizenegy játékos lehet egyszerre a játéktéren: egy kapus és 10 mezőnyjátékos. Rossz csere esetén – ha többen vannak, mint tizenegyen az egyik csapatban – sárga kártyás figyelmeztetéssel sújtható a vétkező csapat. Hét játékosnál kevesebb egyik csapatban sem lehet a játéktéren. Tehát, ha sérülések, vagy kiállítások miatt az egyik csapatból öt játékos hiányzik, a találkozót le kell fújni. Egy meccs viszont elvileg elkezdhető akkor is, ha valamelyik csapat nem tud játékba küldeni 11 játékost, gyakorlatilag azonban erre csak alacsonyabb osztályokban van példa.
A kapus 1871 óta a saját 16-osán belül kézzel is megfoghatja a labdát. (1871-től 1913-ig a kapus a saját térfelén bárhol megfoghatta a labdát.) 1901 óta lehet támadni a kapust az „öt és feles”-en kívül.

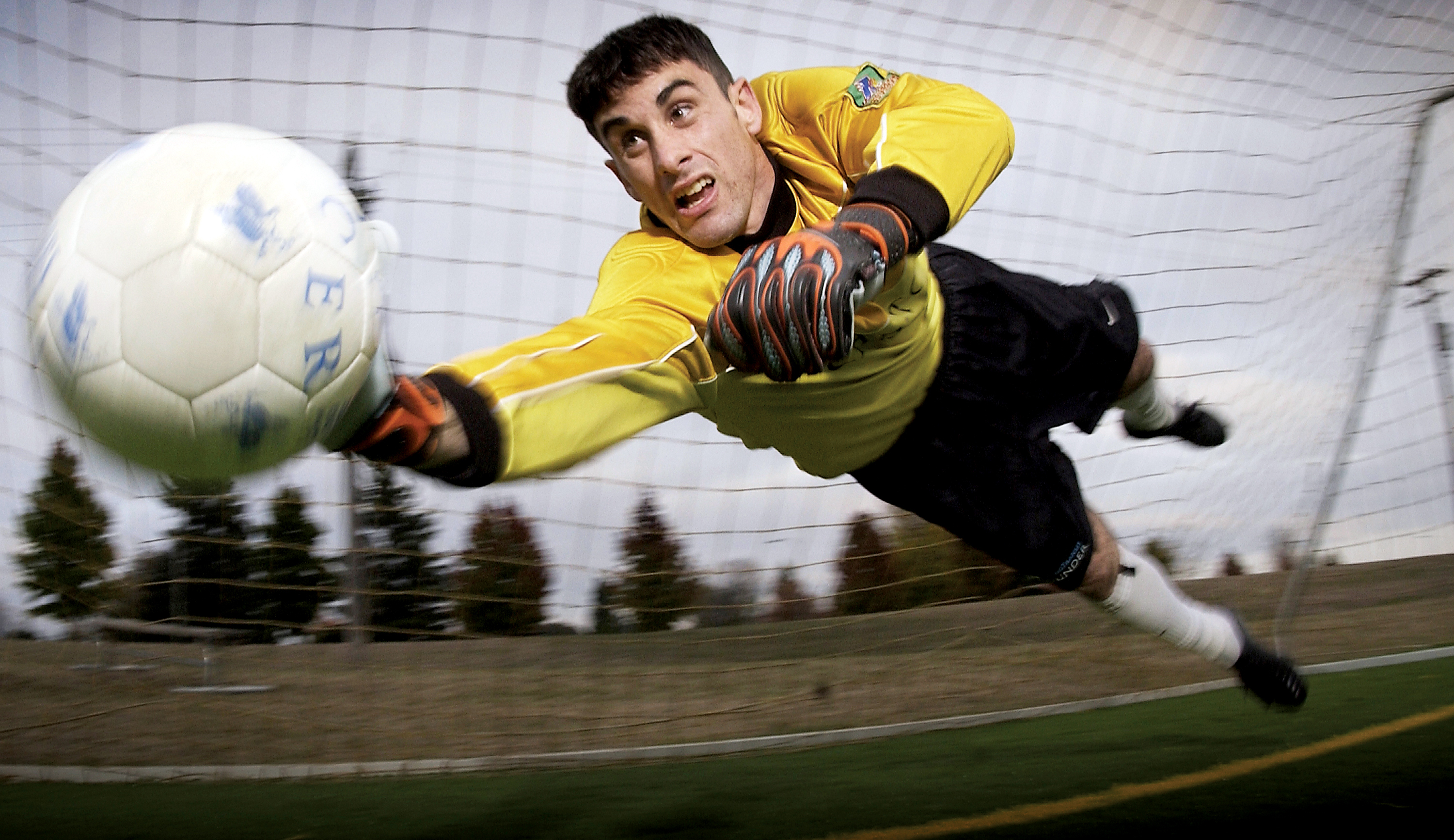
A kapus feladata a labda hálóba jutásának megakadályozása

1958 óta az International Football Association Board engedélyezi, hogy a sérült játékosokat lecserélhessék, viszont ez hivatalos meccseken csak háromszor megengedett. Világbajnokságokon csak 1970 óta van lehetőség cserére,1995-től pedig a három csere posztoktól független.
A lecserélt játékosoknak korábban be kellett menniük az öltözőbe, a 90-es évektől már leülhetnek a kispadra a mérkőzés hátralévő ideje alatt. A kiállított játékosoknak azonban a játéktérrel együtt a technikai zónát is el kell hagyniuk.
A kapus kiállítása vagy sérülése esetén – megfelelő csere hiányában – be kell állnia a helyére egy mezőnyjátékosnak, akinek onnantól kapusmezt kell viselnie.
A játékosokat a kezdőcsapatban általában 1-től 11-ig számozzák, melyet jól láthatóan kell feltüntetni a mez hátán. Az elmúlt évtizedekben – főleg a nemzetközi bajnokságokon – a televíziós közvetítések elősegítésére bevezették, hogy a mellen, sőt a nadrágon is szerepel a szám.
A hagyományok szerint a kapus kapta az 1-es mezt, a védők 2-től 4-ig, a fedezetek az 5-öst és a 6-ost, a csatárok pedig 7-től 11-ig. A profi szerződtetett játékosok száma miatt felborult ez a számozási rendszer is, így egy játékos 1-től 99-ig bármely számot viselheti.
Jelentősebb tornákon a játékosok neve is szerepel a mezük hátán; a számozást 1 és 22 vagy 23 között limitálják; nevezéskor pedig meg kell adni, hogy melyikük hányas számmal kerül a játékoskeretbe.

### A felszerelés
A kapusmeznek eltérő színűnek kell lennie a mezőnyjátékosok mezétől. Évtizedekig feketében védtek a kapusok, a 70-es évek elejétől váltak általánossá a színes mezek, napjaink rikító kapusmezeinek elődei. A kapusok öltözékének immár nélkülözhetetlen tartozéka a kesztyű, és – nap ellen – hordhatnak ellenzős sapkát is.
A felszerelés része a rövid nadrág – kapusoknak az elmúlt évtizedben már engedélyezték a hosszú melegítőnadrágot is. A mezőnyjátékosok nem vehetnek fel a futballnadrágnál hosszabb, attól eltérő színű alsót, de harisnyanadrágot bármikor húzhatnak, akárcsak kesztyűt. A felszerelés továbbá mezből (hosszú vagy rövid ujjú), a sportszárból, alatta sípcsontvédőből, illetve a futballcipőből áll.
1863-ban az első szabálykönyv a felszerelést így határozta meg: cipő, mez, térden alul érő nadrág és bojtos sapka.
A futballcipő olyan speciális sportlábbeli, amelynek talpán úgy nevezett stoplik, kis kidudorodó kapaszkodók találhatók, amelyek a játéktéren megnövelik a játékos mozgásbiztonságát. A régi időkben tiltották a rögzített stoplit (fém, bőr) a cipők talpán, ma már engedélyezett, de a játékvezetőnek kötelessége a mérkőzés előtt, illetve a negyedik játékvezetőnek a cserék játéktérre lépésekor ellenőrizni, hogy nem okozhatnak-e a stoplik sérülést az ellenfélnek. Tehát nem engedik a játéktérre azokat, akik esetleg „kihegyezik” stoplijaikat.
Régebben sok neves csatár játszott letűrt sportszárral, sípcsontvédő nélkül, de a sérülésveszély miatt ez ma már tilos. Miként a mezeknek a nadrágba való be nem tűrése sem megengedett, – a visszahúzásokra való csábítás miatt – kivéve néhány élő legenda esetében: korábban Platininek és Baresinek mindig elnézték a lógó mezt. Sajnálatos módon a játékosok sportot űznek a mez helyzetéből, a játékvezetők meg kegyesen elnéznek – nehezítve fegyelmezési módszerüket – a szabályban rögzített elvárástól.

### A játékvezető

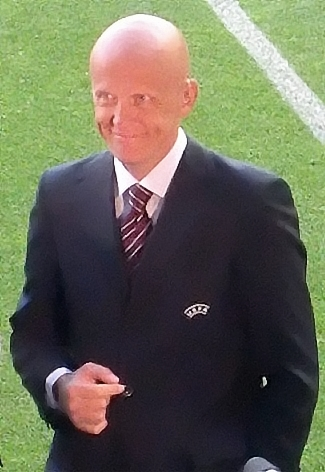
Pierluigi Collina

A játékvezető feladata a labdarúgó játék szabályszerűségének biztosítása, figyelemmel egyéb előírásokra (például szövetségi előírások). A köznyelvben a játékvezetőt gyakran bírónak is nevezik, mivel tevékenysége hasonlít az igazság-szolgáltatásban dolgozó bírók feladatára (szabályok betartatása).
1890-ben határozták meg, hogy a játékvezető nem lehet tagja a részt vevő csapatoknak, döntései pedig véglegesek. A játékvezető, aki megkülönböztető mezt visel, a 80-as évekig feketét,  azóta a többféle szín elfogadott, a legáltalánosabb a sárga-aranyszínű, lila, vagy világoskék mez – a mérkőzésen irányítja a játékot a kezdőrúgástól a mérkőzés végéig, őrködik a szabályok betartásán, ha kell, a játék folyamatossága érdekében alkalmazza az előnyszabályt. Amennyiben szükséges, megszakítja a játékot – például komolyabb sérülés esetén – vagy akár félbeszakíthatja a mérkőzést a játékosok, vagy a közönség botrányos magatartása, vagy a rossz idő miatt. Ha az állapotok, ami miatt félbeszakítja a mérkőzést rendeződik, illetve biztosítják a normális körülményeket, meghatározott előírások szerint folytathatja a mérkőzést, ha ez nem sikerül, a mérkőzést beszünteti.
A mérkőzés előtt ellenőrzi a játéktér szabályosságát, minőségét, a hálók állagát, és elrendelheti a találkozó elhalasztását, ha a játékteret vagy az időjárási viszonyokat a mérkőzésre alkalmatlannak találja. Köd esetén az a mérvadó, ha a játékvezető a kezdőkörből látja mindkét kaput. Az eső önmagában nem ok egy mérkőzés meg nem tartására, csupán akkor, ha a talaj irreálissá teszi a játékot, vagy egy esetleges vihar, a villámlások miatt, veszélyezteti a játékosok és a nézők testi épségét. Minden esetben a játékvezető joga, hogy a játékteret alkalmasnak minősíti-e vagy sem, ez ellen nem lehet kifogás. Ugyancsak a találkozó megkezdése előtt ellenőrzi a játékvezető a két csapat nevezett játékosainak igazolását és orvosi engedélyét. Nemzetközi mérkőzéseken a legfontosabb azonosító okmány a játékos útlevele – ennek hiányában nem léphet játéktérre.
A játékvezető sárga lappal figyelmezteti a sportszerűtlen magatartást tanúsító – az inkorrekt, sérülést szimuláló, időhúzó vagy feltűnően reklamáló játékosokat –, és piros lap felmutatásával kiállítja a visszaesőket, illetve a durván, meggondolatlanul nagyobb erő alkalmazásával játszó játékost, vagy az eredményességét befolyásoló (gólhelyzetben történő szabálysértés) elkövetőket.
Kiállítást egy játékos akkor „nyerhet el”, ha súlyos sportszerűtlenséget követ el – durva szabálytalanságot, botrányos magatartást tanúsít, például leköp valakit, vagy verekedést provokál – illetve, ha két kisebb, de sárga lapos „hibát” vét – például, ha szándékosan kézzel ér a labdához, húzza az időt, reklamál, figyelmeztetés után is szabálysértést követ el, stb. Lapot adhat a kispadon tartózkodó cserejátékosoknak is, de lehetősége van arra is, hogy a csapatokhoz tartozó személyzet tagját (pl. edzőt) elküldje a kispadról. A lappal figyelmeztetés vagy büntetés joga a félidők közti szünetben és a mérkőzés lefújása után is megilleti a játékvezetőt.
Megakadályozza, hogy illetéktelenek behatoljanak a játéktérre a mérkőzés időtartama alatt. Ügyel arra, hogy ne kerülhessenek a „küzdőtérre” olyan tárgyak, amelyek akadályozzák a játékot, vagy veszélyeztetik a játékosok testi épségét. Bedobálások esetén is félbeszakíthatja vagy a rend lehetetlen végrehajtása esetén beszüntetheti a mérkőzést.
A játékvezető a játéktér tartozéka, vagyis a róla pattanó labda olyan, mintha például kapufáról pattanna. Tehát, ha egy lövés bepattan róla a hálóba, érvényes a gól. Éppen ezért úgy kell a játékvezetői taktikát alkalmaznia, hogy a lehető legkevésbé akadályozza a játék folyamatosságát.
A játékvezető sípszóval jelzi a félidők végét – bár szabály nem írja elő, de hagyományosan az első félidő végét kettős (egy rövid és egy hosszú), a második végét hármas (két rövid és egy hosszú) sípszóval. Ugyancsak kötelező sípszó jelzi például a félidők kezdetét; a játék gól utáni újrakezdését; büntetőrúgást; a játék sérülés, figyelmeztetés vagy csere utáni folytatását. Nem szükséges azonban sípszó többek közt egyértelmű gól esetén, kirúgásnál, szögletrúgásnál, bedobásnál. Ha téves sípszó miatt a játék megáll, a mérkőzés ejtett labdával folytatódik.
Minden hivatalos mérkőzésről játékvezetői jegyzőkönyv, jelentés készül, amelyet az illetékes nemzeti vagy nemzetközi szövetség kap meg. A játékvezető munkáját játékvezetői ellenőr értékeli.

### Az asszisztensek

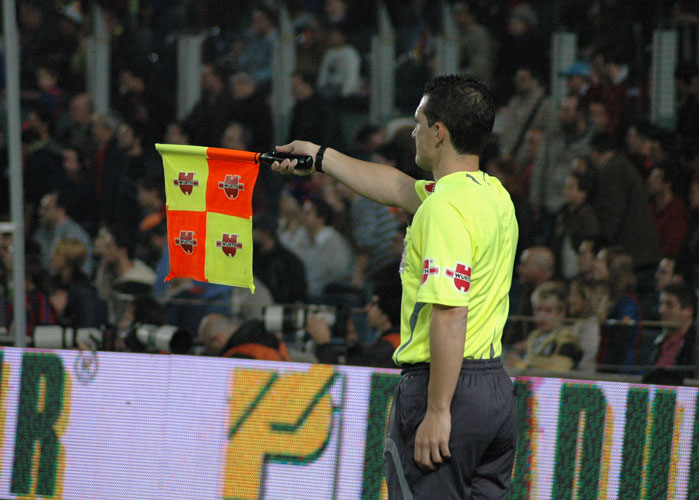
Az asszisztens jele, ha egy játékos lesen állt

A játékvezető munkáját két asszisztens segíti, ők a „partjelzők” (további megnevezések: gólbíró, határbíró, oldalbíró, taccsbíró, segítő), akik zászlóval követik a játékot, mindegyik egy-egy térfélért felelős, a két oldalvonal mentén. Feladatuk: bedobások, kirúgások, szögletek, lesek, vitatott gólok figyelése, jelzése, illetve a kirívó, a játékvezető által nem észlelt szabálytalanságok jelzése; A cserék lebonyolítása, illetve az 1. asszisztens számára, ha nincs tartalék játékvezető, a kispad rendben tartása. Az asszisztenseket a játékvezető felülbírálhatja. Fontos: az asszisztensek egyenrangúak a játékvezetővel, ezért a játékvezető sérülése esetén, ha nincs tartalék játékvezető, az 1. asszisztens áll be a helyére.
Műhiba, ha a játékvezető nem az érvényes játékszabályokban előírt ítéletet, döntést hoz. A játékvezetői műhibát csak akkor lehet óvni, ha a szabályokat feltűnően és egyértelműen, döntő befolyással megsértette, téves ítéletért – például meg nem adott gól, vagy meg nem adott 11-es, esetleg feltételezett részrehajlás miatt – nem.
Ha az asszisztens lest észlel, maga elé tartja a zászlóját, ha pedig szabálytalanságot tapasztal, a magasba emeli a zászlót. Szintén a zászló segítségével tudja jelezni, melyik csapatot illeti a bedobás joga, illetve ha az alapvonalat elhagyja a labda, akkor kirúgás vagy szöglet következik-e: ehhez a zászlót arrafelé tartja fel, amely a labda játékba hozatalára jogosult csapat támadási iránya.
Az UEFA 2009-től az Európa-liga, 2010-től a Bajnokok-ligája mérkőzéseken is – kísérleti jelleggel – két plusz asszisztenst állított be, akik az alapvonalakon állva figyelik, hogy a labda túljutott-e a gólvonalon.

### A tartalék játékvezető
A 80-as évektől a tartalék játékvezető feladata a cseréket pályára engedni, ellenőrizni a játékosok stoplijait, felügyelni a kispadok rendjét. Illetve, ha az eredeti játékvezető sérülés vagy egyéb ok miatt képtelen folytatni a játékvezetést, akkor ő áll be a helyére.
A tartalék játékvezető kijelölése a szövetségi előírásoknak megfelelően történik. Működésére akkor kerül sor, ha a másik három játékvezető valamelyike bármely oknál fogva nem tudja a feladatát ellátni. A tartalék játékvezetőnek mindenkor a játékvezető segítségére kell lennie.

### A játékvezetés körülményei
A játékvezető küldését a nemzeti, illetve a nemzetközi szövetségek végzik. Nemzetközi mérkőzéseken semleges nemzetiségű játékvezetői hármast jelölnek ki. Világ- és Európa-bajnokságokon általában nem egy nemzetbeliek dirigálnak egy meccsen, mivel olyankor a játékokra meghívott keretből választ a FIFA vagy az UEFA. A mai gyakorlat szerint nemzeti hármasok működnek közre egy-egy nemzetközi mérkőzésen, még az olimpián is. A történelemben előfordult már, hogy bizonyos játékvezetők személyét előzetesen megóvták „rossz tapasztalatok” miatt. A mai napig a magyar sportdiplomácia kudarcának tekintik, hogy az 1954-es VB-n, alig egy évvel a londoni 6-3-as magyar diadal után, háromszor is angol játékvezetőt kaptak Bozsikék, beleértve a döntőt is.
Minden játékvezetőnek vizsgát kell tennie, időszakonként végre kell hajtania elméleti- és fizikai teszteket is, és ezek alapján kapja meg minősítését. Gyengébb teljesítmények után visszaminősítés is történik, esetleg egy kicsit „pihentetik”. A nemzetközi játékvezetői státusz nem állandó, a nemzeti szövetségnek időről időre meg kell erősíteni azt. Ez utóbbihoz legalább egy, a FIFA által meghatározott világnyelv (angol, spanyol, francia, orosz) legalább középfokú ismerete is szükséges.
A mérkőzés házigazdájának kell gondoskodnia a játékvezetők elhelyezéséről, nyugalmáról, annak a szabálynak a betartásáról, hogy a találkozó előtt egy órával a játékvezetői öltözőbe senki ne mehessen be a csapatok részéről. Szabályozzák a játékvezetőknek adható ajándékokat is, hogy a vesztegetésnek gyanúja is távol álljon tőlük. Voltak ugyan esetek, amikor egy-egy kissé gyanús mérkőzés után elterjedt: a hazai csapat vezetősége ugyan nem fizette le a játékvezetőt, de a meccs előtti napon tejben-vajban fürösztötte, luxuskörülményeket biztosított neki. A rendező csapat feladata biztosítani a játékvezető testi épségét is, amennyiben a közönség haragja ellene fordul.
Természetesen minden játékvezetőben van szereplési vágy (ezt elsősorban a sajtó, vagy egy vesztes csapat edzője hangoztatja), még akkor is, ha nem őértük megy ki a közönség a pályára. Mégis, a legjobb játékvezetők azok, akik a mérkőzés nagy részében észrevétlenek tudnak maradni, nagyvonalúan vezetik a találkozót, nem sípolják szét azt, nem hívják fel magukra a figyelmet. Ritkán nyújt jó teljesítményt az a játékvezető, aki szórja a sárga lapokat, miközben a meccs kicsúszik a keze közül. (Lásd a 2006-os VB Portugália–Hollandia nyolcaddöntőt, ahol Valentyin Ivanov játékvezető 16 sárgát és 4 piros lapot mutatott fel a játékosoknak). Ebben az esetben a játékosok nem voltak partnerek, így a játékvezető akár a „feje tetejére” is állhatott volna, akkor sem figyelnek rá.) A legjobbaknak már a 90 perc elején sikerül tekintélyt teremteni maguknak erélyes ítéleteikkel. Ha a játékosok látják, hogy a játékvezető mindenütt ott van, jól helyezkedik, és lesöpri magáról a vitatkozókat, színészkedőket, megpróbálnak ők is „rendesen viselkedni”.

### A játék időtartama

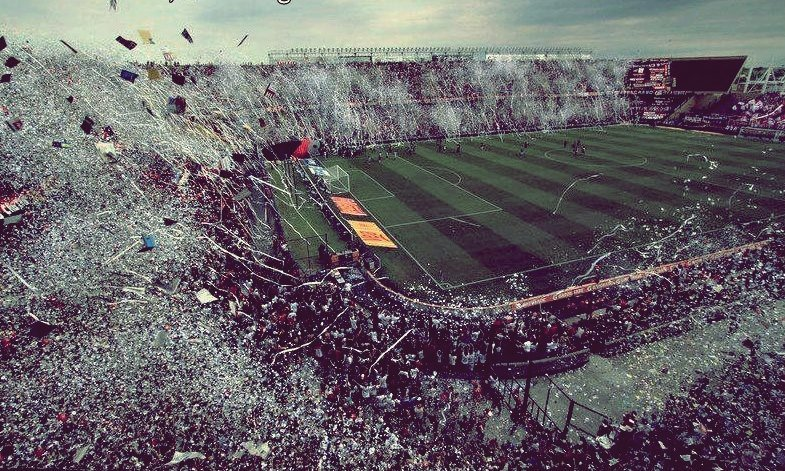
A labdarúgásban a szurkolók alapvető célja, hogy ösztönözzék csapatát a mérkőzés során.

Egy mérkőzés 90 percig tart, két 45 perces félidőre osztva, köztük egy 15 perces szünettel, amely után térfélcsere következik a két csapat között. A játékvezető a sérülések és ezek ápolása, időhúzások, cserék, egyéb okok miatt (például szabadrúgások, 11-es miatt) álló játéknál az elvesztegetett időt a félidők végén beszámítja, hosszabbít. Az elfecsérelt idő beszámítása, annak megállapítása a játékvezető kizárólagos joga. Az idő beszámítására van kialakult gyakorlat, értelmezés, például sima csere esetén fél perc, bonyolultabb csere esetén egy perc vagy akár hosszabb idő is lehet. A nemzeti és a nemzetközi mérkőzéseken ma már szinte mindennapos, hogy egy félidő 48–50 percig is eltart (lásd a 2008-as olimpiai döntőt, ahol Kassai Viktor játékvezető 5 percet hosszabbított, így a játékidő valóban 50 perc lett). Az idő mérésénél csak a játékvezető órája mérvadó, más hiteles időmérés nem engedélyezett, nem elfogadható, így a stadionok és a TV-közvetítések órája sem. A hosszabbítástól függetlenül a második félidő 45 perctől indul, az extra játékidő alatti eseményekre 45'+x' formában hivatkoznak. Az óra is megáll 45:00-nál, a hosszabbítás időtartamára külön óra indul 0:00-ról. A második félidő hosszabbítására ugyanez az elv érvényes, a rendes játékidő letelte utáni eseményeket 90'+x' formában jelzik.
Valamilyen ok miatt félbeszakított mérkőzés esetén amennyiben a további játék lehetséges, annyi percet kell játszani, amennyi a hivatalos időből még hátramaradt. A félbeszakadt mérkőzés sorsáról az adott szövetség versenybizottsága dönt.
Ha nézőtéri botrány, vagy ha az egyik fél sértődötten levonul és ezért szakad félbe a játék, akkor az adott versenybizottság a rendelkezésére álló több évtizedes gyakorlati tapasztalata, illetve szabályzatában rögzített elvek szerint dönt. Az általános gyakorlat szerint a közönség viselkedése miatt félbeszakadt, vagy utólag megóvott meccseken rendszerint a pályaválasztó is bűnhődik.
A „szabálymódosítók” az elmúlt évtizedekben többször felvetették: legyen a futballban is „tiszta játékidő”, mint a kosárlabdában, vízilabdában, jégkorongban stb. de ezt a nemzetközi szabályalkotó, a Board nem fogadta el.

### Hosszabbítás
Amennyiben a nemzeti, nemzetközi kupa vagy torna mérkőzésen a rendes játékidőben nem születik döntő eredmény, vagyis a mérkőzés döntetlenre végződik, akkor a versenykiírás szerint hosszabbítás következik. A hosszabbításnak két formája van:
- 2×15 perc

A csapatok a 90 perc eltelte után további 2×15 percet játszanak, a két rövid félidő között nincs szünet, csak térfelet cserélnek a csapatok. A kilencven perc letelte után a csapatok már nem hagyhatják el a játékteret, tehát csak a játéktéren vehetik igénybe a frissítést, esetleg pihenhetnek. Ápolás, csere, 11-es esetén az első 15 perc végén 105'+x', a második végén 120'+x'-ként jelzi a kivetítő.
A két extra félidő után lejátszott összesen 120 perc játékidő után további hosszabbításra nincs lehetőség, amennyiben ekkor is döntetlen az eredmény, úgy büntetőpárbajra kerül sor, amelynek során 11-es rúgásokkal döntik el véglegesen a meccset.
- Hirtelen halál (Aranygól és ezüstgól)

A hirtelen halál a hosszabbítás egy formája volt, amelyet 2004. július 1. óta nem alkalmaznak. Amikor a rendes játékidő letelte után döntetlen az eredmény, akkor hosszabbításban kell eldönteni a mérkőzés végeredményét. A hirtelen halál szabályai megegyeznek az előbb leírt szabállyal, egy fontos különbséggel: a két csapat a hosszabbításban addig játszik, amíg valamelyik csapat gólt ér el (aranygól). Ebben a pillanatban a játékot a játékvezető lefújja, és a gólt elért csapat nyeri a mérkőzést. A hirtelen halál másik formája volt a rövid időre bevezetett ezüstgól, ami abban különbözött az aranygóltól, hogy a 2×15 perces hosszabbításnak azt a félidejét amelyben a gól született még lejátszották, hogy az ellenfélnek még legyen ideje egyenlíteni. Így előfordulhatott, hogy egy mérkőzés 105 perces volt.
Ezekben a formákban sem lehet 120 percnél hosszabb ideig játszani, kivéve a hosszabbítások idejét. Ha 120 perc elteltével még mindig döntetlen az eredmény, akkor vége a mérkőzésnek és büntetőpárbajt kell elrendelni.

### A kezdőrúgás
A kezdőrúgást vagy a gól utáni újrakezdést pontrúgásnak nevezik. A játéktér közepére fel van festve a 22 centiméter átmérőjű kör, a kezdőpont.
A térfélválasztás és kezdőrúgás jogát pénzfeldobás dönti el. Amelyik csapat a sorsoláson nyer, az döntheti el, hogy melyik térfelet választja, melyik kapura támadjon vagy ki kezdjen.
A mérkőzés második félidejére a csapatok térfelet cserélnek, a másik csapat végzi el a kezdőrúgást. A labda akkor kerül játékba, amikor a kezdőjátékos elrúgja, és előre elmozdul a helyéről. Egy korábbi kikötést, miszerint kezdeni csak előre lehet (tehát a kezdőjátékos nem játszhatja hátra a labdát) egy 2016-os szabályváltozáskor eltörölték. A kezdéskor minden játékos a saját térfelén tartózkodik, a nem kezdő csapat játékosainak a kezdőkörön kívül kell lenniük, tehát minimum 9,15 méterre a labdától.
Gól után újrakezdéssel folytatódik a játék, ilyenkor a gólt elszenvedő csapat indítja útjára a labdát.
Ha egy találkozó gyász-szünettel kezdődik, akkor a kezdő játékos hátrafelé, tehát szabálytalanul végzi el a kezdőrúgást. A szabálysértés miatt sípol a játékvezető, következik az egyperces néma gyász. majd újra kell kezdeni a játékot. Ha díszvendég végzi el a kezdőrúgást, akkor eleve szabálytalan a kezdés, mert idegen személy tartózkodik a játéktéren. A labda elrúgása után a játékvezető azonnal sípol, a vendégnek el kell hagynia a játékteret, csak ez után kezdődhet szabályszerűen a játék.

### A labda játékban és játékon kívül
A labda játékban van, amíg a játékvezető sípjellel meg nem állítja a játékot. A labda akkor is játékban van, ha valamelyik kapufát, a sarokzászlót vagy a játékvezetőt találja el és közben nem hagyja el a játékteret.
A labda játékon kívül van, ha – a levegőben vagy a földön – teljes terjedelmével elhagyta a játékteret határoló vonalakat.

### A gól

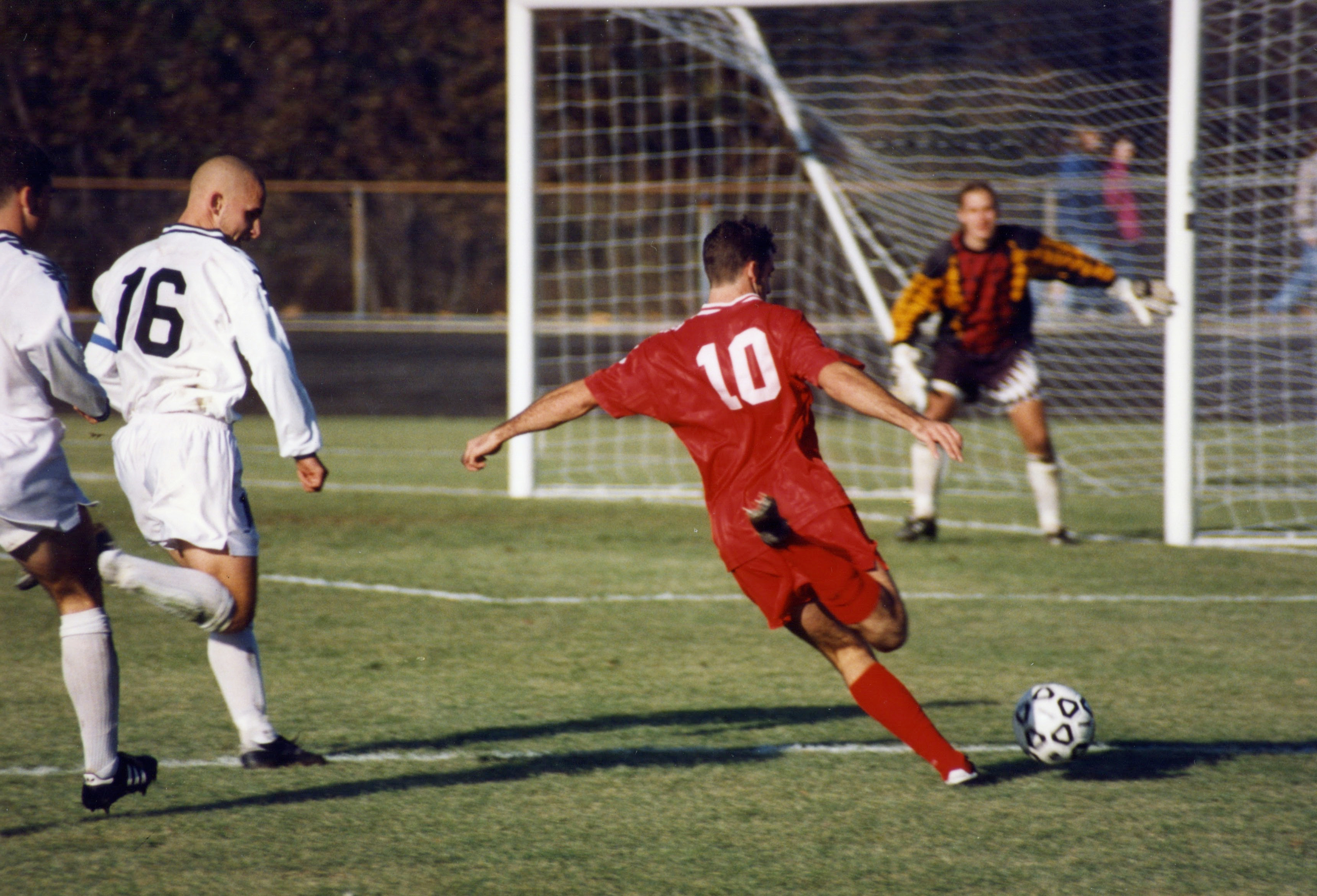
A játék célja a gólszerzés

Gól az, amikor a labda teljes terjedelmével áthalad a kapuvonalon a kapufák és a keresztléc között, és ha azt a gólszerző csapat játékosa nem kézzel vagy karral juttatta a hálóba. A gól megítélése kizárólag a játékvezető döntése, melyet a játéktér közepére mutatással érvényesít. A játékvezetői síp csak akkor szükséges, ha nem egyértelműen haladt át a labda a gólvonalon. A nem egyértelmű helyzetekből eredő téves ítéletek elkerülése érdekében a jelentősebb tornákon gyakran gólvonal-technológiát alkalmaznak.
Érvénytelen a gól, ha a labda nem volt játékban, a gólszerzést a támadó csapat részéről szabálytalanság – például lökés, les, a kapus akadályozása a mozgásban vagy a látásában – előzi meg, illetve a gól megszerzésének módja az ellenfelet megszégyeníti – például amikor a támadó a labdát a gólvonalon megállítja, majd fejjel begurítja.
A győztes az a csapat, amelyik a mérkőzésen több gólt lő, egyenlő gólszám esetén a mérkőzés eredménye döntetlen. Ha kupamérkőzésen vagy nemzetközi meccsen büntetőpárbajjal döntik el a győztes kilétét, a hivatalos jegyzőkönyvekbe a döntetlen eredmény kerül be, és a 11-eseket végrehajtók nem számítanak be a góllövők közé.

### Az öngól
Öngól az, amikor egy csapat játékosa véletlenül saját hálójába juttatja a labdát úgy, hogy nagy részben hozzájárult ahhoz, hogy gól legyen.
Nem számít öngólnak az, ha például a kapus ujjáról pattan be a lövés, vagy a védekező játékosról egy olyan lövés pattan be a hálóba, ami valószínűleg egyébként is gól lett volna.

### A les

Leshelyzet: a kék csapatnak a piros kapuhoz legközelebb álló játékosa leshelyzetben van

Az egyik legbonyolultabb szabály, amelynek betartása a legtöbb vitát generálja a mérkőzéseken.
A hivatalos megfogalmazás:
| 11. szabály – a les |
| --- |
| Leshelyzetben tartózkodni önmagában nem szabálytalanság. A játékos leshelyzetben van, ha: - fejének, testének, vagy lábának bármely része az ellenfél térfelén van (kivéve a felezővonalat) és; - fejének, testének, vagy lábának bármely része közelebb van az ellenfél kapuvonalához, mint a labda és az utolsó előtti védőjátékos. A játékosok, beleértve a kapust is, kezeire és karjaira nem vonatkozik ez a meghatározás. A játékos nincs leshelyzetben, ha egy vonalban van: - az utolsó előtti ellenféllel vagy; - az utolsó két ellenféllel. Leshelyzetben levő játékos csak akkor büntetendő, ha abban a pillanatban, amikor csapattársa érinti vagy megjátssza a labdát, a játékos aktívan részt vesz a játékban úgy, hogy: - beavatkozik a játékba azáltal, hogy megjátszik, vagy érint egy labdát, amelyet a játékostársa adott le vagy érintett; - zavarja az ellenfelet azáltal, hogy: - gátolja ellenfelét a labda megjátszásában vagy abban, hogy képes legyen a labdát megjátszani, úgy hogy egyértelműen akadályozza ellenfele rálátását; - a labda megszerzése céljából támadja ellenfelét, vagy; - egyértelműen megkísérli megjátszani a hozzá közel lévő labdát, akkor, amikor ez befolyásolja az ellenfelet, vagy; - nyilvánvaló cselekedetével egyértelműen befolyásolja ellenfele képességét a labda megjátszására. vagy - előnyt szerez a labda megjátszásából, illetve akadályozza az ellenfelet, amikor: - a labda a kapufáról, a keresztlécről vagy ellenfeléről lepattan vagy irányt változtat; - a labdát az ellenfele szándékosan védi. |

Fontos tudni, hogy a kapus is védőjátékosnak számít. Az utolsó előtti védőjátékos pozíciója jelöli ki a lesvonalat, a képen ez szaggatott vonallal látszik. Les csak akkor lehet, ha a támadó játékos az ellenfél térfelén tartózkodik.
A lesszabály akkor is érvényesül, ha a támadócsapat játékosa az alap- vagy partvonal felé, a játékvezető engedélye nélkül elhagyta a játékteret. Ha a védőjátékos a játékvezető engedélye nélkül elhagyta a játékteret, akkor azt úgy kell tekinteni, mint aki a saját kapuvonalán vagy az oldalvonalon
van.
Lehet olyan helyzet, amikor a csatár, bár a védők mögött tartózkodik, egyáltalán nem avatkozik játékba (nincs lehetősége), és a védekező csapat játékát sem zavarja. Ezt nevezzük tétlen lesnek; ilyenkor még szabályos a támadás.
Ha egy játékos tétlen lesen van, és miután egyik társa rálövi a kapura a labdát, majd a kipattanóhoz hozzáér, azonnal érvényesül a lesszabály.
Ha a saját térfélről indul a csatár az átadás pillanatában, akkor a lesszabály nem érvényesül. Nincs les akkor sem, ha a támadó játékos egy vonalban van a labdával, ha egy vonalban van az utolsó előtti védőjátékossal vagy az utolsó két védőjátékossal.
Nincs les kirúgásból, bedobásból, szögletrúgásból kapott labda esetén.

## Szabálytalanságok és büntetések

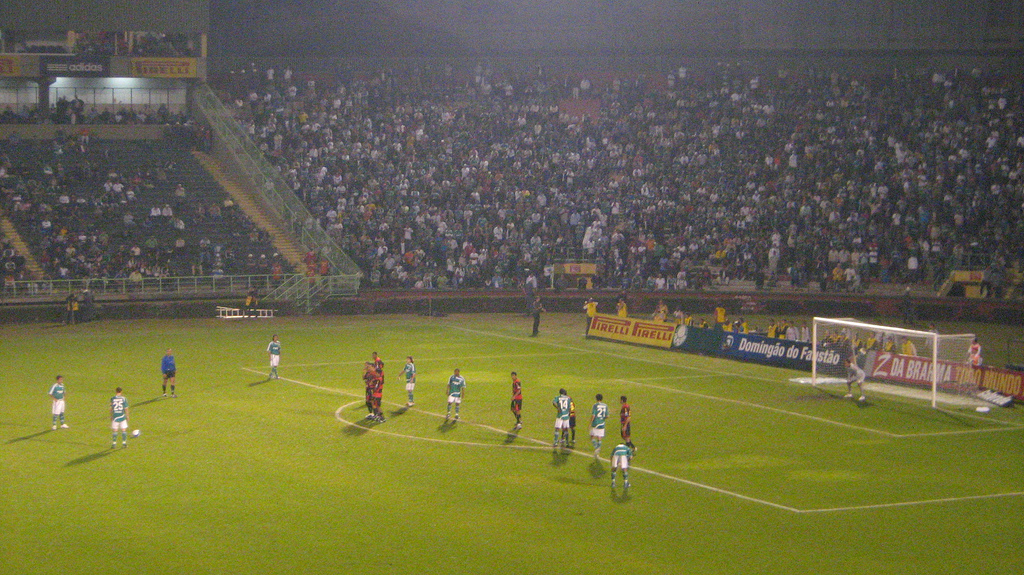
A szabálytalanságok büntetése: szabadrúgás

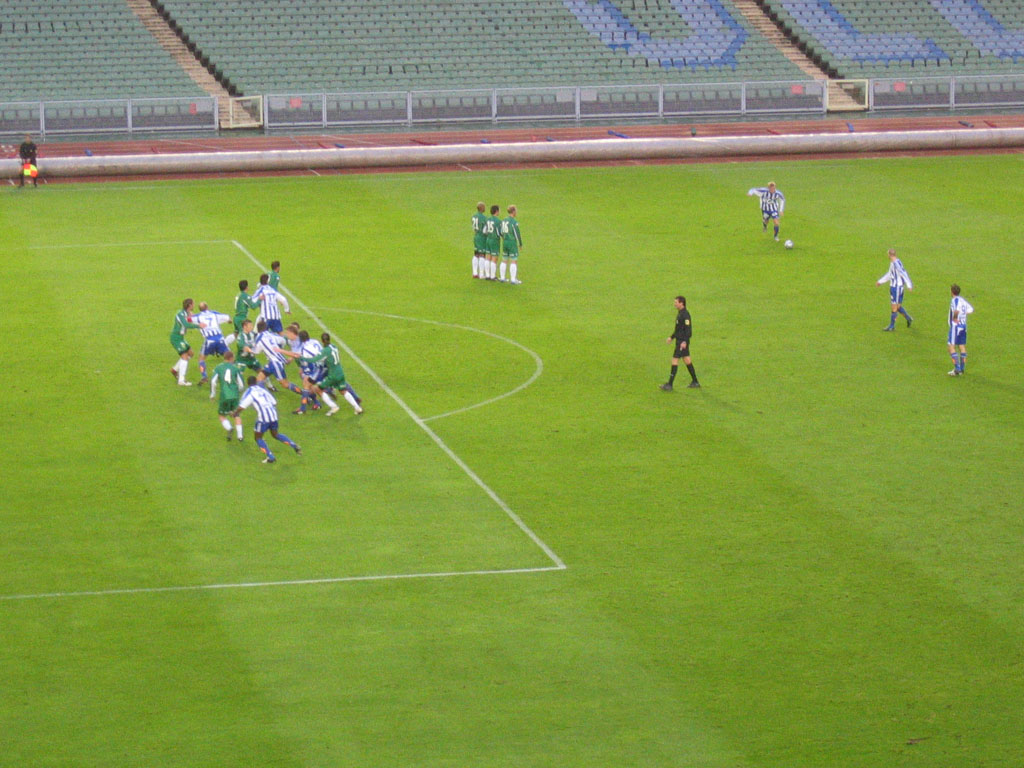
Közvetlen szabadrúgás

Közvetlen szabadrúgás jár az ellenfél javára, ha egy játékos elköveti a következő hat szabálysértés valamelyikét, a játékvezető
megítélése szerint gondatlanul, felelőtlenül vagy túlzott erőbevetéssel :
- az ellenfelet megrúgja vagy megkísérli megrúgni;
- az ellenfelet elgáncsolja, vagy ezt megkísérli;
- nekiugrik az ellenfélnek;
- az ellenfelet vállal támadja;
- az ellenfelet megüti vagy megkísérli megütni;
- az ellenfelet ellöki.

Közvetlen szabadrúgás jár az ellenfél javára akkor is, ha egy játékos elköveti a következő négy szabálytalanság valamelyikét:
- a labdáért való küzdelemben történő szerelésnél előbb érinti az ellenfelet, mint a labdát;
- az ellenfelet visszatartja;
- az ellenfelet leköpi;
- szándékosan kézzel érinti a labdát (kivéve a saját büntetőterületén belül tartózkodó kapust).

A közvetlen szabadrúgást az ellenfél arról a helyről végzi el, ahol a szabálytalanság történt.
Büntetőrúgás az ítélet, ha a felsorolt tíz szabálysértés valamelyikét egy játékos a saját büntetőterületén követi el, tekintet nélkül a labda helyzetére, feltéve, hogy a labda játékban van.
Közvetett szabadrúgás jár az ellenfél javára, ha egy játékos a játékvezető véleménye szerint
- veszélyesen játszik;
- akadályozza az ellenfél mozgását;
- gátolja a kapust abban, hogy a kezében tartott labdától megszabaduljon;
- lesen volt;
- bármilyen más, a szabályban előzőleg nem említett szabálytalanságot követ el, amelynél a játékot meg kell állítani figyelmeztetés vagy kiállítás céljából.

Közvetett szabadrúgás jár az ellenfél javára akkor is, ha a kapus a saját büntetőterületén elköveti a következő négy szabálytalanság valamelyikét:
- hat másodpercnél tovább tartja kezében a labdát, mielőtt birtokából kiengedné;
- a labda korábbi birtoklása után ismét kézzel érinti, mielőtt más játékos érintette volna (a labda pattogtatása nem számít);
- kézzel érinti a labdát, amit csapattársa szándékosan hozzárúgott (hazaadás);
- kézzel érinti a labdát, ami közvetlenül csapattársa bedobásából jutott hozzá.

A közvetett szabadrúgást az ellenfél arról a helyről végzi el, ahol a szabálytalanság történt. Les esetén a szabálytalanság helye az a pont, ahol az érintett játékos aktívvá válik a játékban (pl. érinti a labdát), még akkor is, ha az már a saját térfelén történik.

### A sárga lap

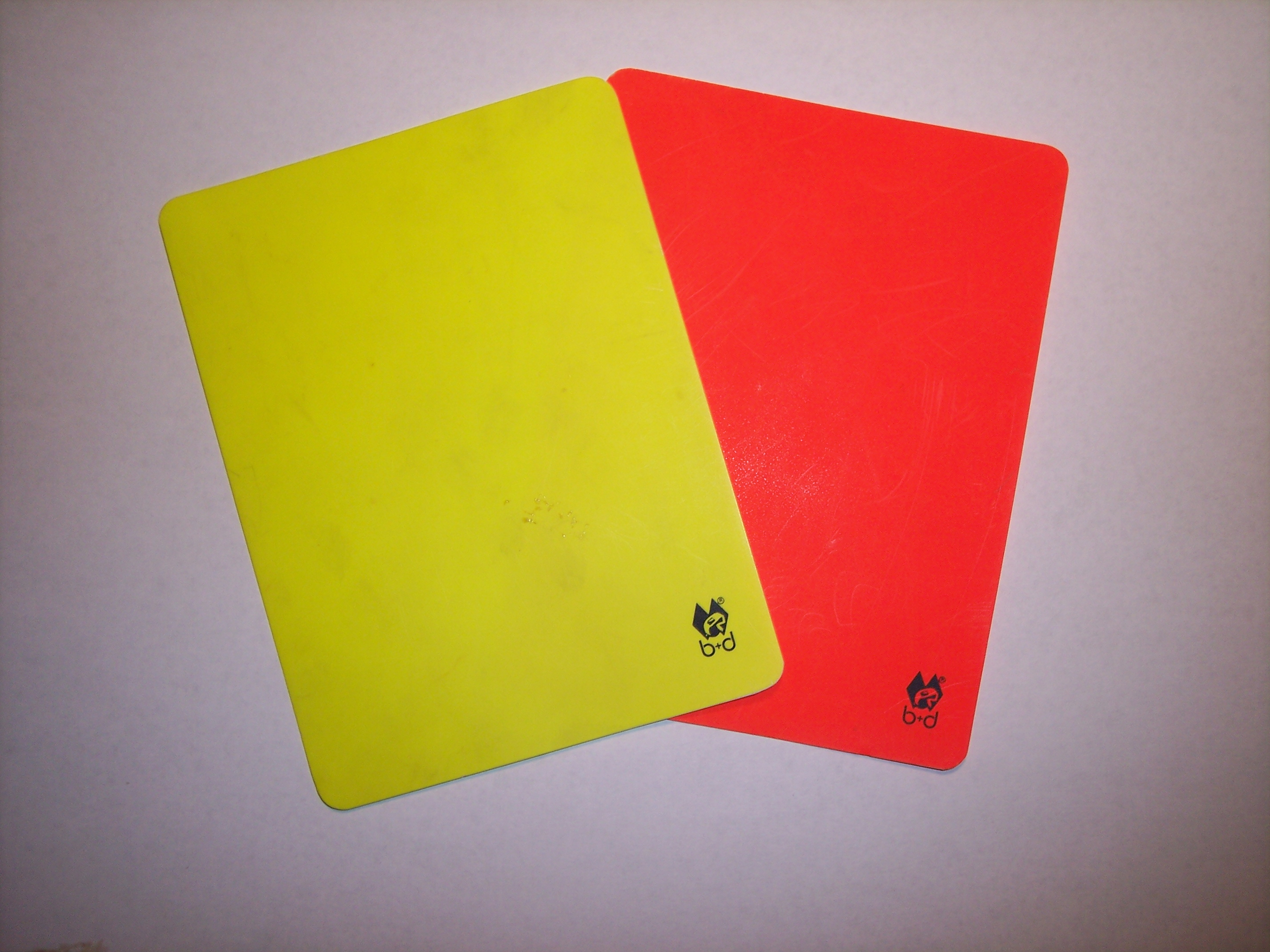
Sárga és piros lap

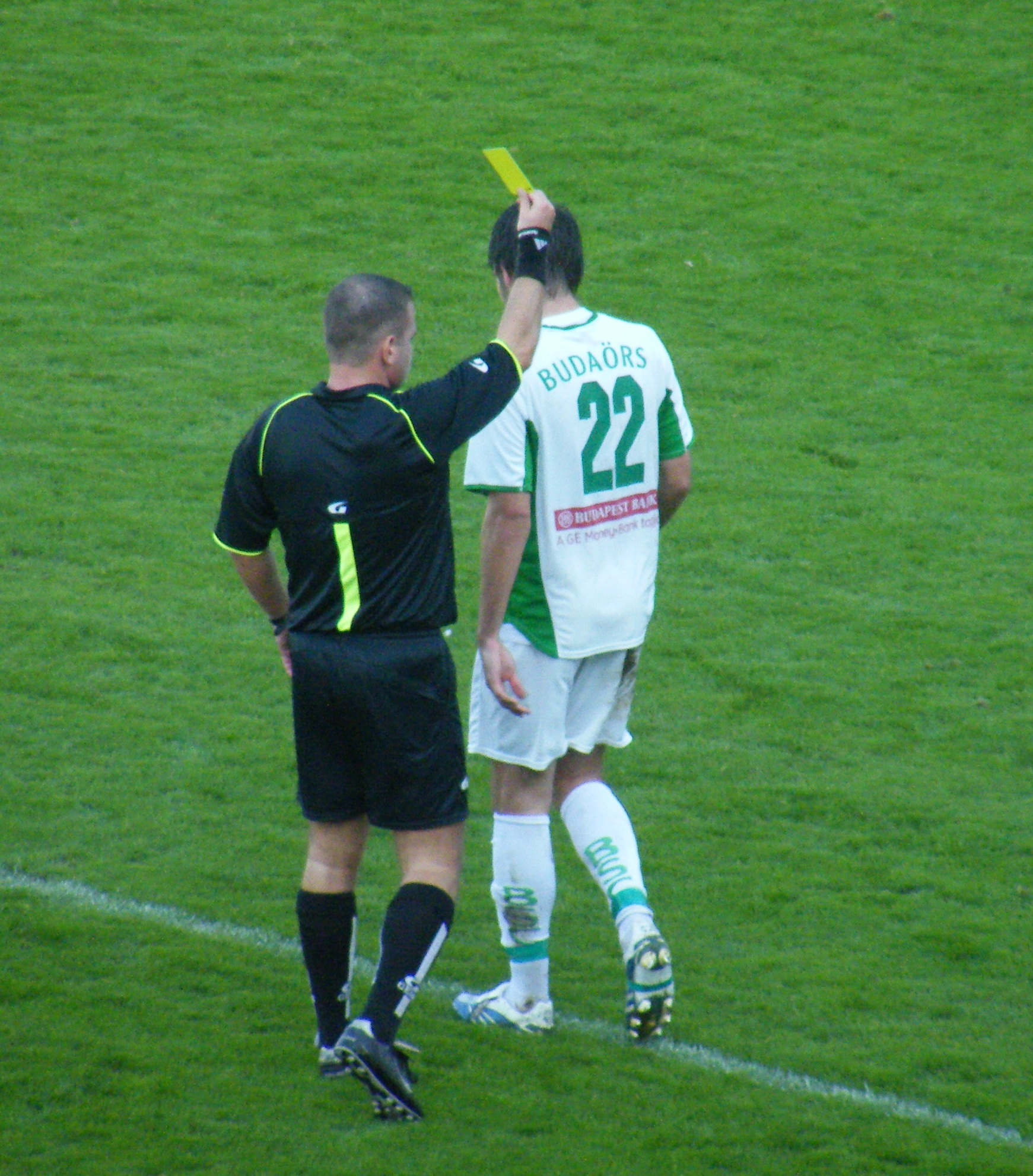
Király Gergő felmutatja a sárga lapot Végh Andrásnak

Ha valamelyik játékos az alábbiak közül valamelyik szabálytalanságot követi el, a játékvezető a sárga színű kártyát mutatja fel neki, illetve szabad kezével rámutat. Majd a játékvezető elkönyveli a sárga lapot. Amíg a játékvezető könyvel, tilos a labdát játékba hozni.
Sárga lappal kell figyelmeztetni azt a játékost, aki elköveti az alábbi szabálysértések valamelyikét:
- sportszerűtlen magatartásban vétkes;
- szóval vagy mozdulattal bírálja a játékvezetőt;
- következetesen vét a játékszabályok ellen;
- késlelteti a játék újraindítását;
- szabadrúgásnál, szögletrúgásnál vagy bedobásnál nem tartja be az előírt távolságot;
- a játékvezető engedélye nélkül belép vagy visszatér a játéktérre;
- a játékvezető engedélye nélkül szándékosan elhagyja a játékteret.
- gólörömnél leveszi a mezét

Egy csere vagy egy lecserélt játékosnak is figyelmeztetés jár a sárga kártya felmutatásával, ha elköveti a következő három szabálytalanság valamelyikét:
- sportszerűtlen magatartásban vétkes;
- szóval vagy mozdulattal bírálja a játékvezetőt vagy valamely asszisztenst;
- késlelteti a játék újraindítását.
- 2019-20 szezontól már felmutatható sárga lap a kispadon hivatalosan tartózkodó, de sportszerűtlenül viselkedő személyeknek, például edzőnek, orvosnak, gyúrónak, technikai vezetőnek. Ha egy játékost vagy stábtag a mérkőzés során második alkalommal is sárga lappal büntet a játékvezető, akkor a piros lapot is fel kell mutatnia – így kiállítva azt az embert.

### A piros lap
Ha valamelyik játékos egy szabálytalanság után már a második sárga lapját kapja, vagy súlyos szabálytalanságot követ el, piros lappal, azaz kiállítással büntetendő. A kiállított játékosnak el kell hagynia a játékteret, a kispadot, majd be kell vonulniuk az öltözőbe. A versenyt szervező szövetség Fegyelmi Bizottsága dönt a kialakult helyzetről.
A cselekmény súlyosságától függően az illetékes labdarúgó-szövetség az ügy kivizsgálása után több meccsre is eltilthatja a vétkező játékost.
A játékvezető felmutatja a piros kártyát a vétkező játékosnak, majd szabad kezével először a vétkesre, majd az öltözők felé mutat. A játékvezető elkönyveli a kiállítást is ugyanúgy, mint a sárga lapot. A labdát tilos addig játékba hozni, amíg a játékvezető be nem fejezte a lap elkönyvelését.
Kiállítandó, piros kártya felmutatásával, a játékos, csere vagy lecserélt játékos vagy stábtag, aki elköveti a következő hét szabálytalanság valamelyikét:
- súlyos sportszerűtlenségben vétkes;
- durva játékban vétkes;
- leköpi az ellenfelet vagy bármely más személyt;
- szándékos labdakezezéssel gól elérésében gátolja meg az ellenfelet, vagy nyilvánvaló gólhelyzetet semmisít meg (ez nem vonatkozik a saját büntetőterületén lévő kapusra);
- szabadrúgást vagy büntetőrúgást maga után vonó szabálytalansággal gól elérésében gátolja meg a kapura törő ellenfelet, vagy nyilvánvaló gólhelyzetet semmisít meg;
- goromba, durva vagy sértő kifejezéseket illetve mozdulatokat használ;
- ugyanazon a mérkőzésen egy második sárga lapját éri el.

### A szabadrúgások
A szabadrúgásokat rögzített helyzetű rúgásoknak nevezik, pontos helyét a játékvezető határozza meg.
A közvetlen szabadrúgásból egyből lehet gólt elérni, a közvetettből csak egy másik játékos érintése után. A közvetett szabadrúgást a játékvezető feltartott karja jelzi.
Szabadrúgást csak álló labdával lehet elvégezni. Az ellenfél játékosainak – akár egyénileg, akár sorfalban – legalább 9,15 méterre kell állniuk a letett labdától. A támadó csapat játékosa takarhatja a labdát, de nem állhatnak be a védősorfalba zavarni. Ha a védekező csapat kap a saját 16-osán belül szabadrúgást, a labdának el kell hagynia a büntetőterületet. A kapus szabálytalan játéka miatt – például hazaadás megfogása – a 16-oson belül ítélhető közvetett szabadrúgás.
Ha közvetett szabadrúgásból a labda közvetlenül az ellenfél hálójába kerül, akkor kirúgást kell ítélni. Ha akár közvetlen, akár közvetett szabadrúgásból másik játékos érintése nélkül a saját kapuba jut a labda, akkor nem öngólt, hanem az ellenfél javára szögletrúgást kell ítélni.

### A 11-es

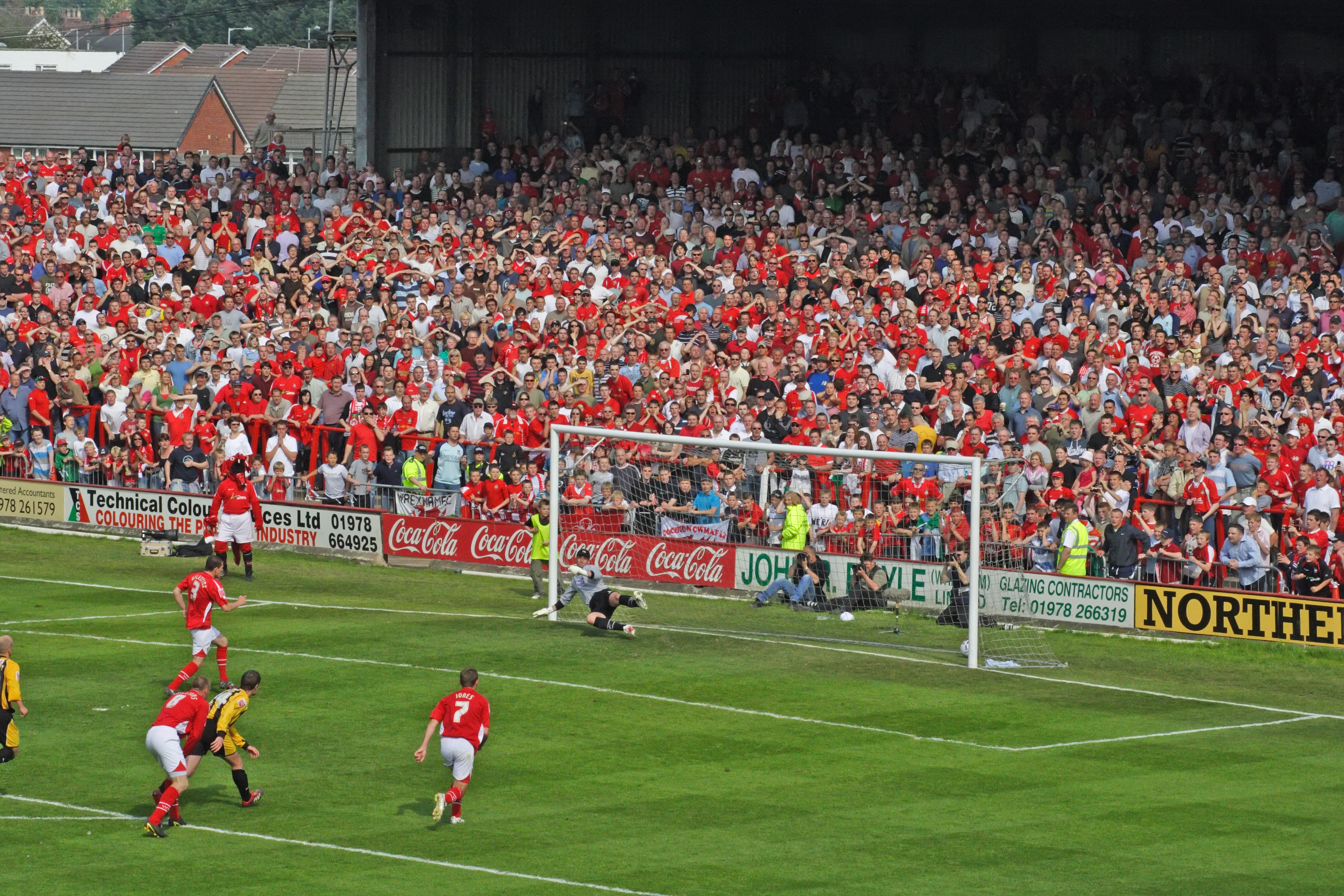
Egy büntetőrúgás pillanatai

A büntetőrúgást pontrúgásnak nevezik. A büntetőterületekre fel van festve a 22 centiméter átmérőjű kör, a büntetőpont.
A büntetőt rúgó játékos a 11-es pontra helyezi a labdát. Régen egyből lőnie kellett, nem állhatott meg a nekifutásban, manapság nincs érvényben ez a tilalom. A szabály módosításához nagy mértékben hozzájárult Luis Figo, világhírű portugál labdarúgó, aki a rúgás végrehajtása közben rendszeresen cselezett, azaz mozgását megtörte egy pillanatra, remélve, hogy ezzel a kapust megtéveszti. A játékvezetők egyszerűen nem törődtek ezzel a „szabálysértéssel”. Mivel egyre több neves játékos kezdte alkalmazni ezt a taktikát, a nemzetközi szabályalkotó, a Board jónak látta módosítani a szabálypontot. A kapusnak a gólvonalon kell állnia legalább az egyik lábával a labda elrúgásának pillanatáig, lába nem mozdulhat el előrefelé, de a gólvonalon mozoghat, integethet, hogy zavarja a rúgó játékost. Ellenkező esetben, amennyiben a büntetőrúgásból nem születik gól, a 11-est meg kell ismételtetni. Az eseménynél igen széles a szabálysértések- illetve a büntetések száma. A többi játékosnak a büntetőterületen és a büntetőköríven kívül, a labda (a büntetőpont) vonala mögött, a játéktéren kell tartózkodnia, de a labda elrúgásának pillanatától már bemozdulhatnak az esetlegesen hárított labdára, támadók és védők egyaránt indulhatnak. Maga az ítélet-végrehajtó is duplázhatja saját lövését, ha a labdát a kapus, vagy más játékos érintette.

### Büntetőpárbaj
Ha egy kupa- vagy továbbjutásért folytatott mérkőzésen az eredmény a rendes játékidőben és a hosszabbításban is döntetlen, büntetőpárbaj dönti el, hogy melyik csapat jut tovább, vagy nyeri meg az adott mérkőzést.
A büntetőpárbajban csak olyan játékos vehet részt, aki a mérkőzés lefújása pillanatában a játéktéren tartózkodott, tehát akit lecseréltek, vagy még nem cseréltek be, nem állhat be 11-est rúgni. Ilyenkor a két kapuson és a 11-est lövő játékoson kívül minden játékos a kezdőkörben várakozik az egyik asszisztens felügyeletével. A másik asszisztens a gólvonalnál figyeli, hogy a labda áthaladt-e a gólvonalon. A játékvezető az „öt és feles” sarkának közelébe, a másik kapus a büntető területen kívül várakozik.
Mindkét csapat először 5–5 büntetőt rúg, majd ha ez alatt nincs meg a döntés, felváltva addig folytatják a büntetőrúgást, amíg valaki be nem rúgja és a másik csapat ki nem hagyja. (Előfordul, hogy nem kell mind a 10 büntetőt elvégezni, mert az egyik csapat akkora előnyre tesz szert, hogy már akkor sem lehet behozni, ha a másik minden hátralévő tizenegyesét berúgná, ők pedig mindet kihagynák.)
A büntetőpárbajban a 11-es elrúgására ugyanazok a szabályok vonatkoznak, mintha a mérkőzésen a rendes játékidőben vagy a hosszabbításban lenne 11-es, de a kipattanó lövéshez már nem lehet még egyszer hozzáérni.
A kapusnak pedig szigorúan a gólvonalon kell állnia, ha ez nem így történik, meg kell ismételni a 11-est.

## További szabályok

### A bedobás
A bedobások rögzített játékhelyzetek, ahol a játékvezető egyedüli joga meghatározni, hogy a labdát honnan kell újra játékba hozni.
Ha az oldalvonalon, teljes terjedelmével hagyja el a labda a játékteret, a másik csapat dobja be, hozza újra játékba, mint amelyikről elhagyta az a játékteret. A bedobó játékosnak a játéktérrel szemben, mindkét lábával szilárdan a játéktéren kívül, vagy az oldalvonalon kell állnia, és fej fölül, két kézzel kell bedobnia a labdát. A bedobó maga nem játszhatja meg azonnal a játékba került labdát. Az ellenfélnek bedobásnál 2 méterre kell állnia a bedobó játékostól.
Bedobásból közvetlenül nem lehet gól, ha azonban bárki beleér a labdába, a gól érvényes. Jól fejelő és nagyot dobó játékosokkal rendelkező csapatok élnek is ezzel a helyzettel.
A bedobás pillanatában a les szabály érvénytelen: tehát ha egy játékos lesen áll, és bedobják neki a labdát, akkor a bíró nem állíthatja meg a játékot les miatt (lásd például a 2001–2002-es Bajnokok Ligája-szezon döntőjének első gólja, illetve a 2008-as eb Hollandia–Oroszország mérkőzés harmadik orosz gólja).

### A kirúgás
Kirúgást akkor ítél a játékvezető, ha a támadó ért utoljára labdához, mielőtt az elhagyta a játékteret az alapvonalnál. A kirúgás a kapuelőtér (az „öt és feles”) bármely pontjáról elvégezhető. A kirúgást nem feltétlenül kell a kapusnak elvégeznie, bármely csapattársa is megteheti azt. A kirúgást elvégző játékos addig nem érhet újra a labdához, amíg azt más játékos nem érintette. Az ellenfél játékosai a labda elrúgásának pillanatáig nem tartózkodhatnak a védőcsapat büntetőterületén.
Kirúgásból közvetlenül gól elérhető.

### A szögletrúgás
A szögletrúgás rögzített játékhelyzet, a negyedkörív bármelyik pontjáról el lehet végezni a rúgást.
Szögletrúgás akkor következik, ha egy védőről vagy a kapusról megy ki az alapvonalnál a labda. A szögletrúgást a saroknál lévő negyedkörből kell elvégezni, a játéktérnek abból az oldalából, amelyik oldalon kiment a labda. Ha a kapu felső lécének közepe felett hagyja el a labda a játékteret, a játékvezető határozza meg az oldalt. A szögletet rúgó játékos nem érhet kétszer a labdához, csak akkor érhet hozzá újra, ha az ellenfél, vagy a saját csapattársa már megtette ezt. De joga van egyből kapura csavarni, és a gól érvényes akkor is, ha senki nem ér hozzá. Az ellenfelek, mint a szabadrúgásnál, itt is csak 9,15 méterre állhatnak a labdától. Ez az a szabály, amit a legkevésbé akarnak betartani – kevés játékvezető vesztegeti az időt ilyenkor a 9,15 méter kimérésével. Ennek az ellentétnek a feloldására az alapvonalon és az oldalvonalon jól látható jelzéssel meghatározták a 9,15 méter magasságát, így egy egyszerű ellenőrzéssel figyelmeztetni lehet a játékost a szabály pontjának betartására.

### Az előnyszabály
A játékvezető egyedüli joga, hogy alkalmaz-e előnyszabályt vagy sem. A játékvezető továbbengedi a játékot, ha véleménye szerint ebből annak a csapatnak származik előnye, amelyik ellen a szabálysértést elkövették, és bünteti az eredeti szabálytalanságot, ha a feltételezett előny nem valósul meg. Ha az előnyszabály „nem jön be”, akkor a játékvezetőnek joga van az eredeti szabálysértés miatt szabadrúgást ítélni. Az előnyszabály alkalmazása után a játékvezetőnek jogában áll a vétkező játékosnak sárga- vagy piros lapot adnia.

### A sérülések
A játékvezető nem orvos, de egyedüli joga megállapítani, hogy beengedi-e az ápolószemélyzetet vagy sem. Ha a játékos képes egyedül „meggyógyulni”, akkor folytatják a játékot. Ha a játékost ápolni kell, akkor minden esetben el kell hagynia a játékteret, függetlenül attól, hogy viszonylag gyorsan „meggyógyult”. Ha nem hagyja el a játékteret, a játékvezetőnek fel kell mutatnia a sárga kártyát. Ha egy játékos lent marad a földön, akkor a játékvezető jelzésére az ápolóknak, gyúróknak, hordágycipelőknek be kell jönniük a játéktérre, és a sérült játékost ki kell szállítani a kapu- vagy az oldalvonalon kívülre. Ha a játékos felépült, csak a játékvezető adhat engedélyt a visszatérésére. Ha egy játékos úgy sérül meg, hogy valamely testrésze vérzik, akkor el kell hagynia a játékteret; vérző játékos nem tartózkodhat a játéktéren. Amint a sérült testrész vérzését elállították – a játékvezető engedélyével – a játékos visszatérhet a játéktérre. Szintén nem lehet a játéktéren tartózkodni összevérezett szerelésben. A szerelés összevérzett darabját tisztára kell cserélni, ezután a játékos visszatérhet a játéktérre.

### A hazaadás
Az a folyamat amikor egy csapat játékosa saját kapusának szándékosan rúgja „haza” a labdát. A kapus csak lábbal, fejjel, vállal vagy teste más részével játszhatja meg, érintheti meg a labdát. Sőt a kapus még a bedobással hazaadott labdához sem érhet hozzá kézzel. Amennyiben megfogja a haza adott labdát, akkor közvetett szabadrúgás jár az ellenfél javára a 16-oson belül arról a helyről ahol a szabálysértés történt. A labda hazaadható a kapusnak fejjel, mellel, vállal, combbal. A játékvezető egyedüli joga megállapítani, hogy a hazaadásnál a játékosok a szabály pontjait akarják kijátszani, például a hazaadás feltűnő ismételgetése.
Ha viszont valaki nem szándékosan adja „haza” a labdát, akkor a kapus hozzáérhet a kezével is. A fejjel hazaadott labdát a hálóőr megfoghatja.
Régebben a lábbal "haza rúgott" labda a kapus által kézbe vehető volt, ezt sokszor használták a csapatok "időhúzás" céljából, elég sportszerűtlen magatartást mutatva.

## Posztok
A labdarúgásban 11 játékos alkot egy csapatot. Az egyes játékosok különféle posztokat töltenek be a játéktéren. A kapuson kívül 10 úgynevezett mezőnyjátékos vesz részt a játékban. A mezőnyjátékosok védekező (hátvéd) vagy támadó (csatár) feladatot látnak el, a kettő „ötvözete” a középpályás, aki mindkét szerepkörben részt vesz.
A kapus egy speciális poszt. A többi mezőnyjátékossal ellentétben a kezét is használhatja, de ezt csak a 16-oson belül teheti meg, azon kívül rá is ugyanazok a szabályok vonatkoznak, mint a többi mezőnyjátékosra. Feladata az ellenfél támadóinak kapura tartó lövéseinek hárítása.
A hátvédek vagy védők a kapus és a középpályások között helyezkednek el. Feladatkörük az ellenfél gólszerzési kísérleteinek meghiúsítása. A magas hátvédek gyakran előremennek a csapatuk javára megítélt szögleteknél és szabadrúgásoknál, kihasználva magasságukat a gólszerzés érdekében. Négy fajta hátvédet különböztetnek meg: középhátvéd, söprögető, szélső hátvéd és felfutó szélső hátvéd.
A középpályások a hátvédek előtt és a csatárok mögött helyezkednek el. A támadóknak ők készítik elő labdát, a legtöbb támadás a középpályán folyik át, így sokszor a játéktér ezen részén dől el az eredmény. Típusai: belső középpályás, védekező középpályás, támadó középpályás, szélső középpályás.
A csatárok azok a játékosok, aki a csapatból a legközelebb helyezkednek el az ellenfél gólvonalához. Az elsődleges és legfontosabb feladatuk a gólszerzés. A csapatok legalább egy, de legfeljebb három támadóval játszanak. A csatárok általában a legismertebb és legdrágább játékosok közé tartoznak, ők döntik el csapatuk sorsát, ezért a többi játékost „hangyának” nevezik. Típusai: középcsatár, hátravont ék, összekötő, szélső csatár és a center.

## Egyéb változatai

### Kispályás labdarúgás (5+1)

#### A magyar (5+1-es) kispályás labdarúgás története
- 1947

A felszabadulást követően a kötelezően szétesett szervezett sportmozgalom kezdetét a Magyar Kommunista Párt sportprogramja jelentette. A pártcélul tűzte ki a tömegsport megszervezését, a minőségi sport fejlesztését, a sportolók egészségének rendszeres ellenőrzését, megóvását, és a magyar sport nemzetközi kapcsolatainak kiépítését. A program nyomán indulhatott meg labdarúgás mennyiségi és minőségi fejlődése.
- 1949

Az év elején politikailag határoztak arról, hogy elősegítik a tömegek sportolásának megszervezését. Mivel azonban a feltételek (különösen az anyagiak) nem álltak rendelkezésre, ezért átmeneti és részmegoldásokat kellett találni. Jó megoldásnak látszott egy egységes sportjelvény szerző mozgalom kibontakozása, amit Munkára, harcra kész (MHK) mozgalomnak neveztek el. Az MHK fő célja volt, hogy az akkor érvényes, politikailag meghatározott két fő csoport, a munkások és a parasztok tömegeit vonja be a sportba, ők eddig kiszorultak ez egyesületekből, a minőségi sportokból. A statisztikai adatok „növelése” érdekében a mozgalmat kiterjesztették az iskolákra, a hivatalokra, a fegyveres testületekre is. Ebben az évben 434 045 jelentkező közül 250 000 fő szerezte meg a jelvény valamelyik fokozatát.
- 1958

A minőségi sporttól eltérően, a tömegsport szervezésében a Szakszervezetek Országos Tanácsa (SZOT) és az ágazati szakszervezetek jártak az élen. Megfelelő, ellenőrizhető szabályok mellett nagy pályás bajnokságokat szerveztek. Csapataik jól „felszereltek”. A mezek, nadrágok, sportszárak, zoknik, labdarúgó cipők és labdák elég mennyiségben álltak rendelkezésre. Ingyen pályát biztosítottak, kifizették a – hivatalosan az MLSZ-szel együttműködési szerződés keretében tevékenykedő – játékvezetőket. A konkrét szabályok ellenére – a túlzott sikerre törekvő sportvezetők miatt – egyre többször fordult elő az igazolatlan, az úgynevezett svarc (fekete) igazolás, ami lassan a tömeges nagy pályás labdarúgás elhalálozásához vezetett. A labdarúgással megfertőzött tömegek (akik kisebb fizikai, technikai, taktikai felkészültséggel rendelkeztek) igyekeztek megtalálni a játéktérben biztosított labdarúgás valamilyen formáját. A nagy-pályás szakszervezeti labdarúgás átalakult kispályás szakszervezeti, üzemi mérkőzésekké, majd szervezettebb formában bajnokságokká. A szakszervezetek, a vállalatok, a szövetkezetek és az üzemek mellé bekapcsolódtak az önkormányzati sportosztályok is, hogy a területükön felmerülő tömegsport jellegű labdarúgást anyagiakban (játékterek, öltözők, felszerelések stb.) és szervezésben támogassák.
Az MLSZ – a SZOT szerint igen helytelenül – nem ismeri el a hivatalos kispályás labdarúgó bajnokságokat, ezért a Játékvezető Bizottságok hivatalosan nem küldenek játékvezetőket. A tornákon szabadidejüket feláldozó, hivatalos vizsgával rendelkező – általában az idősebb – bírók tevékenykednek. A kispályás bajnokságok még alkalmasabbak a labdarúgás tömegjellegének kiszélesítésére, hiszen bármely kézilabda pályán űzhető, még csak különleges felfestésre sincs szükség. A csapatok létszáma 2×6 fő, akiből az egyik a jól megkülönböztethető kapus. A játékidő 2×20 perc.
A tömeg sportrendezvények egyik legsikeresebb formája a nagy pályás labdarúgás egyik mostoha gyermeke, a kispályás labdarúgó (5+1) mérkőzések. Itt van a legtöbb néző (munkatárs, családtag, barát, semleges érdeklődő stb.) és itt van a legnagyobb lehetősége a csoportszellem kialakulásának.
Magyarországon mindig valami olyat találnak ki, amelyik nem alkalmazkodik a környező országok hasonló rendszerű labdarúgó játékához. Ennek ellenére rendkívül népszerű, és nagyon sok embert, elsősorban férfiakat, gyerekeket mozgat meg. Lényeges elem, hogy egyedi szabályokat, lebonyolítási rendet, játékvezetői feladatokat, sorsolási segédleteket dolgoztak ki, és egységesen alkalmaznak.
- 1960

Az állami sportvezetés határozatai még fokozottabban előtérbe helyezik a tömegek sportját.
A gyárakban, szövetkezetekbe, üzemekben, hivatalokból a dolgozók tömegei vesznek részt önkéntes kötelezettség alapján a különböző házibajnokságokon és sportnapokon (vállalatok, trösztök, szakszervezetek stb.). Különösen a labdajátékokban emelkedik a résztvevők száma, mivel ezek a sportágak tudják a legjobban összefogni a csoportokat, szemben az egyéni sportágakkal.
Egyre szélesebb területen szerveződnek a háziversenyek, bajnokságok, szakmai sportnapok, melyet összefog az évente megrendezésre kerülő (megyei, városi, kerületi stb.) Munkahelyi Spartakiád versenyrendszere. Négyévenként Országos Munkahelyi Spartakiád döntőkre kerül sor.
Igen jelentős szerepet foglal el a tömegek sportjában a kispályás labdarúgás. Az 5+1-es rendszerű kispályás sportjátéknál is a nagy pályás labdarúgás szabályaira támaszkodnak, kialakítva a legfontosabb- és speciális szabályokat, amelyek a kispályás játék sajátosságai. Azokat a szabályi kérdéseket, amelyeket a helyi, a speciális szabályok nem tartalmaznak, minden esetben, a nagy pályás játékszabályokban rögzített elveket felhasználásával járnak el, alkalmazzák a játékvezetők. Ugyanis nem lehet olyan labdarúgással kapcsolatos szabályi kérdés, amit valahol ne szabályoztak volna. Ezeken a kispályás labdarúgó mérkőzéseken szövetségi játékvezetők működne közre.
Az év elejétől már önálló fejlődésnek indult a kispályás labdarúgás. A mozgás igénye, valamint a játékos sportlehetőségek keresése kialakította az önálló szerveződés különféle formáit, pl. bajnokságokat – benne az osztályokat –, tornákat, kupák stb. A kispályás labdarúgás az érdeklődés hatására, a hatékony szervező munkák fejlődésével rövid idő alatt tömegméretű népszerűségre tett szert.
Az iskolai testnevelés elősegítése érdekében kombinált (kézilabda, kosárlabda, röplabda stb.) játéktereket alakítottak ki. A központi rendezvényeken kívül, a spontán szerveződések, a vállalati tornák, az iskolai sportrendezvények, a labdarúgó szövetségek által rendezett tornák egyre több sportembert vonzottak a hét szinte minden napján. A kézilabdánál meghatározott játéktér méretek, a rendelkezésre álló kapu, a játékterek viszonylagos nyitottsága lett a „táptalaja” a kispályás labdarúgás kialakulásának, egyre szervezettebbé válásának. A játékterek többségét aszfalt felülettel készítették, hogy tartós legyen (de egyben kialakították a sportsérülések „melegágyát”) esetenként salakos játéktereket építettek, hogy a költségeket csökkentsék. A játékterek felülete nem gátolja, hanem segíti a sportolási igények önálló- és szervezett keretek közötti kibontakozását.
- 1980

Ezekben az években kialakult sportbázisok működnek, elsősorban az önkormányzatok által biztosított játéktereken vagy iskolai sportpályákon. A tömegesen épülő tornatermek a téli labdarúgó játékoknak adnak létjogosultságot. Az évtized vége felé az önkormányzatok sportosztályai egyre jobban teret engednek a kispályás labdarúgás vállalkozás jellegű szervezésének, irányításának. Egyre több városi, megyei, vagy a multinacionális vállalat támogatásával országos tornák bonyolítására kerül sor. A kor követelményeinek megfelelően egyre több női csapat alakul, és helyet igényel magának a labdarúgás kispályás sportjában.
Az évtized közepétől a kispályás labdarúgás országos szervezésében forradalmi változások következnek be, a belga sportszakmai alapokra épülő minifutballt, felváltja a Nemzetközi Labdarúgó-szövetség (FIFA) által támogatott futsal rendszerű kispályás labdarúgás. Az MLSZ a hazai és a nemzetközi követelményeknek meghajolva megalakítja az országos kispályás bizottságot. Ez a szervezet kifejezetten a futsallal és társként hozzácsatolt strandlabdarúgás országos- és nemzetközi szervezésével foglalkozik. Sajnálatos módon a nevében megalakult megyei- és városi Labdarúgó-szövetségek keretében „tevékenykedő” kispályás bizottságok érdemi munkája elsősorban az 5+1-es rendszerű tömegsportot támogatják.
- 1990

Az 5+1-es kispályás labdarúgás a futsal kialakulásának idején is töretlenül fejlődött, napjainkban az elmúlt idényeknek megfelelően hasonló dinamikával folytatódik. A nyári rendszerű bajnokságok – az esetek többségében vállalkozások által működtetett játéktereken – télen tornatermekben folytatódnak. A női labdarúgás fejlődésére jellemző, hogy a „fecskék” helyét egyre többen veszik át és szervezett körülmények között bajnokságokban mérik fel képességeiket, formájukat.
- 2009

A FIFA, így tagszövetségei is a futsallal illetve a strandlabdarúgó ággal foglalkoznak. Lassan két évtizedes tevékenységét nem tudja a futsal ágazat dinamikus utánpótlással kiegészíteni. Az 1980-as évek futsal (is) játszó csapatok száma 150 és 200 között mozgott. A megalakult futsal NB. I, majd NB. II. után ebből a tömegbázisból további merítést nem végeztek, nem tettek lehetővé központi szervezésű foglalkoztatásokat, tornákat, így a tömegbázis érdeklődése automatikusan visszafordult az 5+1 játéknál megtalált szórakozáshoz.
Egy kis szervezéssel, multinacionális vállalatok segítségével, meghatározott cél elérésével olyan tornákat, tornasorozatokat lehetne szervezni, ahol az alkalmazott szabályok a futsal szabályokra épülve, a futsal tömegbázisát erősítenék, biztosítva a tömegsport jellegű csapatok képességeinek tágabb kipróbálására.

### Futsal
A futsal a nagypályás labdarúgás egyik változata, gyermeke, amelyet leginkább teremben játszanak. A futsal szabadtéren- és különféle játéktereken (homokos, salakos, füves, műfüves, speciális műanyagborítás) is játszható, kerülendő a kemény burkolat (beton, aszfalt).
A játékot a FIFA irányítja a Kispályás Albizottságán keresztül.
Maga az elnevezés spanyol (fútbol sala) és portugál (futebol de Salão) eredetű, mindkettő jelentése teremfoci.
Egy futsal csapatot egy kapus mellett négy mezőnyjátékos alkot. A cserejátékosok száma 7 főben van maximálva, a cserelehetőségek száma nem korlátozott (tehát a nagypályás labdarúgástól eltérően az a játékos, akit egyszer már lecseréltek, ismét visszamehet a játéktérre, hasonlóan a kézilabdához, a kosárlabdához vagy a jégkoronghoz).
A játék időtartama 2×20 perc, azonban itt a tiszta játékidőt mérik (vagyis az órát indokolt esetben megállítja az időmérő, például ha a labda játékon kívülre kerül, ápolni kell, 7-est rúgnak, stb.). A játéktér méreteit tekintve a kézilabda játéktérhez hasonló, a játékteret nem palánk határolja, hanem vonal. A futsalt speciális, úgynevezett futsal labdával játsszák. Jellegzetessége, hogy a mérete kisebb a nagypályás labdarúgásban megszokott labdától, súlya viszont nagyobb – mert szivaccsal bélelt –, ami azt a célt szolgálja, hogy könnyebben kezelhető legyen, ne pattanjon el a játékostól. A játékos irányába történő becsúszás nem engedélyezett, de a labda becsúszással menthető.
Futsal-világbajnokságot eddig öt alkalommal rendeztek (2008-ig), az első három kiírást Brazília nyerte, a legutóbbi kettőt pedig Spanyolország. A Futsal VB 16 válogatott csapat részvételével zajlik négyévente a FIFA rendezésében. A Futsal-Európa-bajnokságot az UEFA szervezi, melyen 8 európai futsal-válogatott csapat vesz rész minden második évben. A legelsőt 1996-ban rendezték, Spanyolország négyszeres Európa-bajnok, Oroszország és Olaszország 1-1 aranyérmet nyert. A 2009-es Európa-bajnokságnak Budapest és Debrecen közösen adott otthont. A Futsal Világkupa három alkalommal került megrendezésre, mindannyiszor Brazília volt a házigazda és a győztes is.

### Strandlabdarúgás
A strandlabdarúgás (angolul: beach soccer) vagy Beasal a labdarúgás egyik változata. A standlabdarúgás eredetileg Dél-Amerikában, főleg a homokos tengerparttal rendelkező országokban alakult ki. A labdarúgás alapjaira épülő strandfoci hamar meghódította a világot, a játékban nagy hangsúlyt kap az ügyesség, a gyorsaság és a jó állóképesség. A strandfocit évtizedekig kötetlenül játszották, szabályai a szájhagyományra, a megegyezésre épültek. A szervezetszerű játék megkövetelte, hogy a játékszabályok egységes szerkezetben, mindenki részére rendelkezésre álljanak. Ez 1992-ben történt a Beach Soccer Worldwide megalapításakor.
A Magyar Strandlabdarúgó-szövetség 1995. június 8-án alakult, Gyöngyös székhellyel, elnöke Juhász Péter újságíró, főtitkára Izsvák Zsolt vállalkozó lett. A pályák és a játékszabályok hiteles kialakításához Brazíliából kértek és kaptak segítséget. A főszervezők eredményes tevékenységének köszönhetően hazánkban egyre többen űzik rendszeresen a labdát a strandok homokos pályáin. A magyar strandfoci-bajnokságot nyáron a futball holtszezonjában, hétvégenként bonyolítják le, a csoportmérkőzések után egyenes kieséses rendszerben. Az első bajnokságot 1995-ben írták ki, helye a Kisköre-Abádszalók-Tiszafüred körzetének homokos strandjai voltak. Az első tornára 32 csapat nevezett. 1999-ben már 198 csapat nevezett ezért előselejtezőket kellett tartani, három hétvégét követően. A későbbiekben hét helyszín Grand Prix-bajnokság lett. Az alapszakasznak Abádszalók-Kisköre-, Tiszavasvári-, Gyula-, Agárd-, Balatonboglár-, Keszthely majd Balatonaliga-, és Tiszakécske adott otthont. 2001-ben 232 együttes adta le nevezését, a csapatok eredményességi pontokat gyűjtöttek és az Egerben tartott döntőre a legjobb 24 együttes került be.

#### Játékszabályok
A pálya finomszemcsés 40 cm vastag laza szerkezetű homok, és 28×37 méteres. A kapuk mérete 5×2 méter. Minden egyes csapatot 11 játékos alkothat, de a pályán négy játékos lehet (3 mezőnyjátékos és a kapus). A játékidő 3×12 perc. Két játékvezető tevékenykedik egy mérkőzésen. Ha egy csapat javára szabadrúgást ítélnek, azt annak a játékosnak kell elrúgnia, aki ellen a szabálytalanság történt. A kapus nem állíthat sorfalat, így a labdát gyakran egyből kapura lövik. Speciális szabály, hogy a cipő használata tilos, ugyanakkor bokarögzítő viselése engedélyezett.

#### Játékvezetők
A mérkőzéseket kettő játékvezető – fő- és segéd – irányítja. Ismertebb nemzeti játékvezetők Varga Sándor, Arany Tamás, Ábrahám Attila, Berta László, Forgács Ákos stb. Első számú nemzetközi, FIFA játékvezetőink Mészáros István, Herbály Péter.

### Női labdarúgás
- Magyarország női futballtörténete, 1984–2011; szerk. Nagy Zoltán; Stadion, Balatonalmádi, 2011 (Stadion Hungary issue)
- Női labdarúgó-sportakadémiai kézikönyv; szerk. Csertői-Juhász Anita et al.; Labdarúgó Módszertani Központ–Nemzeti Sportügynökség Zrt., Budapest, 2024